# 徹子の部屋
『徹子の部屋』（てつこのへや）は、1976年2月2日からテレビ朝日系列で、毎週月曜日から金曜日の13:00 - 13:30（JST）に放送されているトーク番組であり、司会を務める黒柳徹子の冠番組。前身の日本教育テレビ (NET) 時代の1976年2月2日から、2025年現在、放送50年目、放送回数12,000回以上を数える長寿番組である。番組開始当時の黒柳は42歳で、当番組の司会を人生の半分以上にわたって務めている。
2023年9月12日の加山雄三ゲストの回で同一司会者によるトーク番組のギネス新記録12,100回達成で番組内でギネス認定証の授与式が行われた。

## 概要
お客様1組を毎回招待して黒柳が対談する。最初期を除いてそれ以外の企画内容はないため、一般的に「トーク番組」として認知されている。

## 出演者

### 司会者
- 黒柳徹子

### ゲスト出演者
通常、1回につき1組のゲストを迎える。1人で出演することが多いが、複数人で出演することもある。また2010年に出演したAKB48など、大人数での出演もわずかながらある。収録時間が長時間となったり（山村聡、大滝秀治、長嶋茂雄、ジャイアント馬場、メリル・ストリープ、ダスティン・ホフマン、トム・クルーズ）、トークが盛り上がったことにより収録時間を大幅に超過した（さだまさし、小栗旬&岡田将生、石原良純&長嶋一茂）などの理由で2回に分けて放送されたケースがある。

#### ゲストの歴史・エピソード
- 放送第1回のゲストは森繁久彌（テレ朝チャンネルでの再放送の第1回でも、森繁がゲストだった回が放送された）。なお、森繁は2009年の死去まで14回に亘って出演した[9][注 4]。
- 年間最初の放送では、加山雄三が1985年から1994年まで10年連続（1983年を含め計11回）出演していた。他の日も含むと、1978年から1995年まで18年連続で1月内の放送に出演していた。
- もともとは伝統芸能や芸術関係者を中心にキャスティングされていたが、テレビ朝日の宣伝部と連携し、同局で始まる新番組ドラマに出演する俳優や、お笑い芸人をゲストに呼ぶことも増えた[10]。
- 黒柳が長年ユニセフなどの慈善事業に参加していることから、一般には知られていない各種市民運動団体やボランティア団体の関係者が出演することもある。
- TBS系列『チューボーですよ!』に黒柳が出演した際、堺正章[注 5] が「『徹子の部屋』で気に入らなかったゲストとかいますか?」と尋ねたのに対し、黒柳は「気に入らないゲストはそもそも呼びません。ゲストは私が選んでます」と発言した。しかし、実際のところゲストは基本的にスタッフが選び、黒柳が関与するのは最終段階のみとなっている[11]。ただし、福本清三のように本来出演予定になかったものが、黒柳の意向で出演を依頼したケースもある[12]。

##### タモリ
- 1978年 - 2013年および2021年以降、年内最後の放送のゲストは全てタモリが出演[13]。それ以前にも1977年8月11日放送分に初出演しており、出演回数は43回[14]（特番2回を含む。加山雄三（53回）に次いで2位、通常放送のみでは1位[注 6]。）
  - タモリが毎年末に出演する契機となったのは、本番組開始前年の1975年9月に『13時ショー』（本番組の前身）で放送した「珍芸スターお笑い大行進」に、当時赤塚不二夫宅に居候していたタモリが出演したことである。これは同年8月30日の『土曜ショー』で放送された「マンガ大行進 赤塚不二夫ショー」にタモリが出演し芸を披露、偶然、その番組を黒柳が視聴して興味を持ったことに起因する[15][16]。
  - タモリがゲストとして出演する際には、テレビでほとんど見られなくなった何らかの「密室芸」の披露をしていたが、1980年代の放送では、「マヨネーズ石狩鍋」や「たくあんを洗った水で作ったクリームソーダ」、「チョコレートしゃぶしゃぶ」、「あんこ鍋」など、通常では考えられないゲテモノ料理を2人で作って食べるのが恒例となっていた[注 7]。
    - 以下はタモリが披露した密室芸の一部であるが、2012年以降はトークのみとなり、披露を行っていない。
1980年「竹村健一のものまね」
1981年「久米明のものまね」
1982年「在日外国人の弁論大会」
1983年「浦辺粂子のものまね」
1985年「ベッドシーンの外国人」
1986年「ベッドシーンの外国人」（2年連続）
1987年「在日外国人の弁論大会」（5年ぶり・再披露）、「滞日3年目の外国人牧師」、「両替機」、「ウルトラマンの顔芸」、「北京放送」、「コウモリの顔芸」、「鯛の顔芸」、「駐車場入口の駐車券発券機」、「誰でも弾けるバロック音楽」（再披露）
1988年「救命胴衣の着用方法を紹介するスチュワーデス（CA）の外国人」
1991年「音声を自分で変えてます」
1995年「1人ジャングル」
1999年「歴代受けなかったものまねベスト10」
2002年「アザラシのタマちゃんのものまね」、「はとバスのバスガイドをする外国人」
2003年「各国の料理教室」
2004年「納豆を食べて感想を述べる外国人」
2005年「ペ・ヨンジュンのものまね」、「各国のサンタクロース」
2006年「子供からお年玉をねだられた外国人」
2007年「浅草の仲見世に来店した外国人」
2008年「各国のおばさん」
2009年「骨董品屋に来店した外国人」
2011年「手相占い師の外国人」 等他多数、放送参照。

  - しかし、2014年の『森田一義アワー 笑っていいとも!』（フジテレビ系、1982年10月 - 2014年3月）の終了と同時に放送枠を正午に移動すると、タモリの出演が一旦途絶えることとなる。この件についてテレビ朝日とタモリの両者とも一切コメントしなかったが、タモリが古巣に配慮したとみられている。結果、正午枠時代の出演は実現せず、現行の13時台移動後の2年目になる、2021年12月28日の年内最後の放送で8年ぶりに出演を果たした[17][18]。
    - 2021年の出演時には、1977年の初出演当時の音声が写真とともに紹介されたほか[17]、黒柳が1984年3月に『笑っていいとも!』の「テレフォンショッキング」に初出演し、当時最長となる43分を記録した逸話も振り返った[18]。
- トークは基本的にゲストの活躍している内容について行われるが、常連のゲストのさらに一部の相手とは、"お約束"と言えるような展開で行われる。例えば、小沢昭一が単独ゲストの場合、黒柳と小沢が何らかのテーマに沿った扮装をしてトークを行う「扮装シリーズ」が定番となり、2010年の小沢の最後の出演までに15回行われた[19]。ただし、小沢の出演回のすべてが「扮装シリーズ」というわけではなく、例えば2008年8月14日放送でのゲスト時には戦争体験を語るためスーツ姿で出演した（その他2011年には永六輔と加藤武とともに3人で出演しているが扮装はしていない）。
  - 第1回「学生服とセーラー服」（1976年10月）
  - 第2回「国民服」（1977年8月）
  - 第3回「老後の茶飲み友達」（1986年3月）
  - 第4回「パイロットと客室乗務員」（1987年2月）
  - 第5回「医者と看護婦（現:看護師）」（1987年6月）
  - 第6回「神主と巫女」（1988年2月）
  - 第7回「コックとウェイトレス」（1991年2月）
  - 第8回「新郎新婦」（1994年8月）
  - 第9回「クレヨンしんちゃんとセーラームーン」（1996年1月）[注 8]
  - 第10回「おひなさま」（1998年3月）
  - 第11回「茶髪少年とガングロ」（2000年10月）
  - 第12回「大国様と白うさぎ」（2001年10月）
  - 第13回「唐来参和とメイ・ウエスト」（2003年2月）
  - 第14回「恵比寿様と弁天様」（2007年1月）
  - 第15回「学生服とセーラー服」（2010年2月） - 初回の映像が残っていなかったことから、再び同じコスプレで過去の名場面を振り返った。

##### 即席ユニット（松竹梅など）
- 特別企画などの名目で、複数のゲスト（3名以上）が2日間にわたって出演する場合、黒柳の発案・命名によるゲストユニットが発生することもある。
  - 2015年より2019年まで、毎年1月の最初のゲストとして「松竹梅」（松岡昌宏（TOKIO）、大竹まこと、梅沢富美男）が2日連続でゲスト出演していた。番組内ではそのまま呼ばれていた（ただし番組表では「松竹梅」と記載せず、松岡・大竹・梅沢の氏名を記載）。リーダー役は松岡である（大竹・梅沢の暴走を止める役割を果たす名目もあった）。
    - 2020年は「祝!45年目突入SP」第1弾のゲストとして、1月31日と2月3日に出演。梅沢は女形に扮装して登場した[20][21]。なお、これを最後に「松竹梅」は出演していない[注 9]。

  - 2016年11月14日と15日の放送には、「秋の特別企画 仲良し!キラキラ女子会SP」と題して、平野レミ、清水ミチコ、森山良子の3名が出演。14日の放送で黒柳がユニットを発案し、それぞれの名字の頭文字をとって「平清森（たいらのきよもり）」と命名された（平清盛に因む）。

##### アナウンサーなど
- テレビ朝日のアナウンサー・社員が出演したこともある。
  - テレビ朝日からは渡辺宜嗣、吉澤一彦、大下容子、富川悠太など、当代のアナウンサーが出演した。吉澤一彦が出演した1998年放送分は、朝日放送（ABC）では他の出演者の再放送に差し替えられた（朝日放送で『やじうまワイド』『新やじうまワイド』が放送されていなかったため）。他局所属のアナウンサーとしては、当時『小川宏ショー』で共演していた小川宏と露木茂がフジテレビアナウンサー時代の1976年5月5日に出演したことがある（他局の現職アナウンサーが出演した唯一のケース。小川はフジテレビとの専属契約アナウンサーだった）。
  - 2018年より『羽鳥慎一モーニングショー』MCの羽鳥慎一（フリーアナウンサー、元日本テレビアナウンサー）と、同番組コメンテーターの玉川徹（テレビ朝日報道局ディレクター・リポーター・コメンテーター）もコンビで年末恒例ゲストとして出演している。2020年までの3年間は年内最終放送日のゲストで、それ以外の日も含むと2021年まで4年連続4回出演している。なお、玉川はNET時代も含めると、アナウンサー以外のテレビ朝日現役社員では唯一出演したことになる。
    - 2019年はドラマ『Doctor-X』にゲスト出演[注 10] した当時のエピソードを語った（前半では役柄の衣装で出演し、後半でスーツに着替えた）。
    - 2021年は前述のタモリ出演復活に伴い、初めて年内最終日以外での出演となった（12月24日に出演[22]）。

##### 動物・キャラクターなど
- 人間以外のゲストも出演したことがある。動物関連では、本来のゲストである著名人の同伴でイヌやネコなどのペットが登場した例もあるほか、ロボットが登場した例もある。
  - 架空のキャラクターでは、これまで正式なゲストとして出演を果たしたのは、テレビ朝日系の看板アニメ番組である『ドラえもん』からドラえもんのみ。いずれもCG映像での出演で、1999年12月31日（特番）と2000年2月11日の放送では大山のぶ代[注 11] が、2014年8月8日の放送[注 12]では水田わさび[注 13] がそれぞれを声を担当した[注 14]。正式なゲストではない例では、ハローキティ、ケロヨンがサプライズで登場したことがある[注 15]。
  - 2017年10月20日の放送では、黒柳を模して作られたアンドロイド「Totto」[24][注 16] が製作者の石黒浩とともにゲスト出演した。

### 各種データ
最多出演ゲスト
- 加山雄三（53回、2023年9月12日の出演分まで）[注 17][14]
  - 通常放送のみの最多出演はタモリの41回[注 6]。

最年長出演ゲスト
- 成田きん・蟹江ぎん（1998年12月23日、106歳）
  - 単独出演では、日野原重明（2015年5月15日、103歳[25]）が最年長[注 18]。
    - 女性単独では笹本恒子（2016年12月19日、102歳[26]）が最年長。

最年少出演ゲスト
- 単独出演最年少は、芦田愛菜（2011年1月19日、6歳7か月）[27]
- 単独出演以外では、尾上菊之助が生後2か月の時に母・富司純子と共に「出演」している[注 19]。また鈴木福の妹・鈴木夢が2013年4月1日に芦田と同じく6歳7か月で出演している。

最多人数ゲスト
- モイセーエフバレエ学校（モイセーエフバレエ団）（1997年7月18日） - 44人[注 20]

歴代高視聴率ゲスト
視聴率はビデオリサーチ調べ、関東地区・世帯・リアルタイム。いずれも放送時間は13:15 - 13:55。
| #   | 放送日                   | 視聴率 | ゲスト                     |
| --- | ------------------------ | ------ | -------------------------- |
| 1.  | 1981年4月10日（金）      | 14.5%  | 三浦友和                   |
| 2.  | 1984年1月5日（木）       | 13.5%  | 武田鉄矢                   |
| 3.  | 1981年11月3日（火・祝）  | 13.4%  | マッハ文朱                 |
| 4.  | 1983年4月1日（金）       | 13.0%  | わらべ                     |
| 5.  | 1982年9月15日（水・祝）  | 12.7%  | 江本孟紀                   |
| 5.  | 1985年5月6日（月・振休） | 12.7%  | 松田聖子                   |
| 7.  | 1982年4月29日（木・祝）  | 12.6%  | ツービート                 |
| 8.  | 1983年4月29日（金・祝）  | 12.3%  | 野々村真                   |
| 9.  | 1983年9月16日（金）      | 12.2%  | あき竹城                   |
| 10. | 1979年8月23日（木）      | 11.9%  | 松方弘樹                   |
| 10. | 1985年8月29日（木）      | 11.9%  | ジェリー藤尾（坂本九追悼） |

なお、特番では、2016年2月11日放送の『徹子の部屋 祝40周年 最強夢トークスペシャル』（19:00 - 20:54）が16.1%を記録している。

#### 年間最終および初回ゲスト
| 年 | 放送日                          | ゲスト                      | 備考                                                                               |
| --- | ------------------------------- | --------------------------- | ---------------------------------------------------------------------------------- |
| 1976年 | 12月31日                        | 川本喜八郎・5代目豊竹呂太夫 | 初のダブルゲスト（以降金井・前田まで40年、且つ男性は羽鳥・玉川まで42年中断）       |
| 1977年 | 12月30日                        | 萩本欽一                    | 年末最終放送初の単独ゲスト。以降39年連続で単独ゲスト回となる。                     |
| 1978年 - 2013年 | 最終放送日（※年度により異なる） | タモリ                      | 36年連続で年末最終放送に出演（歴代最長記録）                                       |
| 2014年 | 12月24日                        | 的場浩司                    |                                                                                    |
| 2015年 | 12月24日                        | 藤田ニコル                  | 女性では初。また女性単独は現時点でこの年のみ。                                     |
| 2016年 | 12月26日                        | 金井克子・前田美波里        | ダブルゲスト（約40年ぶり（羽鳥・玉川まで2年中断）、女性初（女性2名もこの年のみ）） |
| 2017年 | 12月21日                        | ブルゾンちえみ with B       | 初の男女混成、且つ最多人数（3名）。                                                |
| 2018年 | 12月24日                        | 羽鳥慎一・玉川徹            | ダブルゲスト 『羽鳥慎一モーニングショー』出演者                                    |
| 2019年 | 12月26日                        | 羽鳥慎一・玉川徹            | ダブルゲスト 『羽鳥慎一モーニングショー』出演者                                    |
| 2020年 | 12月28日                        | 羽鳥慎一・玉川徹            | ダブルゲスト 『羽鳥慎一モーニングショー』出演者                                    |
| 2021年 | 12月28日                        | タモリ                      | 8年ぶり出演（歴代最多記録、計40回）                                                |
| 2022年 | 12月28日                        | タモリ                      | 8年ぶり出演（歴代最多記録、計40回）                                                |
| 2023年 | 12月28日                        | タモリ                      | 8年ぶり出演（歴代最多記録、計40回）                                                |
| 2024年 | 12月27日                        | タモリ                      | 8年ぶり出演（歴代最多記録、計40回）                                                |
| 回数順ではタモリの40回が最多。複数年連続では1位はタモリ（第1期、36回）、2位はタモリ（第2期、4回）（2024年時点）。 2014年 - 2018年まで最終最短2日間（2017年は4日間、2018年は3日間）が総集編となったため、その前日の放送回で最終ゲストとなった。 複数組のゲストは1976年、2016年、2018年、2019年、2020年の5回（2017年は3名で1組とみなす。2018年〜2020年は同一組）。 |                                 |                             |                                                                                    |

| 年 | 放送日                | ゲスト                                      | 備考                                                                  |
| --- | --------------------- | ------------------------------------------- | --------------------------------------------------------------------- |
| 1977年 | 1月4日                | 森繁久彌                                    | 前年放送の第1回放送ゲスト                                             |
| 1978年 | 1月3日                | 池内淳子・京塚昌子・山岡久乃                | 年始初回放送では初の複数ゲスト。                                      |
| 1979年 | 1月5日                | 倍賞千恵子・渥美清                          | 映画『男はつらいよ 噂の寅次郎』 のPRを兼ねて出演。                    |
| 1980年 | 1月3日                | 吉永小百合・高倉健                          | 映画『動乱』のPRを兼ねて出演。                                        |
| 1981年 | 1月1日                | 三波伸介・小沢昭一                          | 新春スペシャルとして放送。                                            |
| 1982年 | 1月4日・5日           | 王貞治                                      | 当時：読売巨人軍助監督                                                |
| 1983年 | 1月4日                | 加山雄三                                    |                                                                       |
| 1984年 | 1月4日                | 田淵幸一                                    | 当時：西武ライオンズ所属                                              |
| 1985年 - 1994年 | （※年度により異なる） | 加山雄三                                    | 10年連続で年始初回放送に出演。                                        |
| 1995年 | 1月5日                | 桂三枝                                      | 現：六代 桂文枝                                                       |
| 1996年 | 1月5日                | 江守徹                                      |                                                                       |
| 1997年 | 1月6日                | 小沢健二                                    |                                                                       |
| 1998年 | 1月5日                | 小錦八十吉                                  | 当時：佐ノ山親方                                                      |
| 1999年 | 1月4日                | イチロー                                    | 当時：オリックス・ブルーウェーブ所属                                  |
| 2000年 | 1月4日                | 山田邦子                                    |                                                                       |
| 2001年 | 1月8日                | 高橋尚子・小出義雄                          | 師弟ゲスト                                                            |
| 2002年 | 1月7日                | 森進一・森昌子                              | 初の夫婦ゲスト（後に離婚）                                            |
| 2003年 | 1月6日・7日           | 長嶋茂雄                                    | 読売巨人軍終身名誉監督                                                |
| 2004年 | 1月5日                | 若尾文子                                    |                                                                       |
| 2005年 | 1月4日                | 吉永小百合                                  |                                                                       |
| 2006年 | 1月5日                | 高橋尚子                                    |                                                                       |
| 2007年 | 1月8日                | ジャガー横田・木下博勝                      | 夫婦ゲスト                                                            |
| 2008年 | 1月8日                | 吉永小百合                                  |                                                                       |
| 2009年 | 1月5日                | 宮崎あおい                                  |                                                                       |
| 2010年 | 1月4日                | 吉永小百合・笑福亭鶴瓶                      | 映画『おとうと』のPRを兼ねて出演。                                    |
| 2011年 | 1月4日                | 向井理                                      |                                                                       |
| 2012年 | 1月4日                | クルム伊達公子                              | 現：伊達公子                                                          |
| 2013年 | 1月4日                | 瀬戸内寂聴・横尾忠則                        |                                                                       |
| 2014年 | 1月4日                | 岩下志麻                                    |                                                                       |
| 2015年 | 1月5日・6日           | 松竹梅 （松岡昌宏・大竹まこと・梅沢富美男） | 黒柳発案による番組限定ユニット。 5年連続で年始初回・2回目と連続出演。 |
| 2016年-2018年 | 1月4日・5日           | 松竹梅 （松岡昌宏・大竹まこと・梅沢富美男） | 黒柳発案による番組限定ユニット。 5年連続で年始初回・2回目と連続出演。 |
| 2019年 | 1月4日・7日           | 松竹梅 （松岡昌宏・大竹まこと・梅沢富美男） | 黒柳発案による番組限定ユニット。 5年連続で年始初回・2回目と連続出演。 |
| 2020年 | 1月6日                | 佐久間良子                                  |                                                                       |
| 2021年 | 1月4日                | 竹下景子                                    |                                                                       |
| 2022年 | 1月4日                | コシノヒロコ・コシノジュンコ・コシノミチコ  | 初の姉妹ゲスト                                                        |
| 2023年 | 1月4日                | 竹下景子                                    |                                                                       |
| 2024年 | 1月4日                | 名取裕子                                    |                                                                       |
| 2025年 | 1月6日                | 小林旭                                      |                                                                       |
| 回数順では加山雄三が11回で最多。続いて、松竹梅5回、吉永小百合4回、高橋尚子2回（2021年までの時点）。 複数年連続出演では加山が10年でトップ。続く松竹梅が5年で2位となる（2021年までの時点）。 2日間出演は王貞治、長嶋茂雄、松竹梅の3組（2024年までの時点）。 複数組のゲストは11組（うち2組が夫婦、2組がトリオで出演した）。 |                       |                                             |                                                                       |

## 番組構成や収録のスタイルなど
ゲストとの会話はスタジオセットのソファに座って行われ、机には飲み物がセッティングされる。なお、ソファがとても柔らかいため、ゲストの姿勢や衣装が崩れたまま映ってしまうことがないようにとの配慮もあり、ゲスト及び黒柳が座るためのクッションには基本的にベニヤ入りの堅めのクッションを使っている。ゲストが歌手や音楽家、お笑いコンビの時には合間にパフォーマンスを披露することがある（歴代の部屋（セット）も参照）。
初期はゲストが“入室”する際に、黒柳も立ち上がって迎え、椅子を勧めていたが、黒柳が後期高齢者となってからは、両名共座った状態で、いきなり対談が始まる。
収録は放送の約1 - 2か月前に、毎週月・火曜日に計6 - 7本のペース（月曜3・火曜4 という割合）で行われる。週1本分多く収録しているのは、黒柳がユニセフの仕事での出張や夏休み、出演する演劇などで収録を休んだり、突発的なアクシデントで放送を差し替えたりする時のストックとしてである。収録日の午前中はたっぷりと睡眠をとる。寝不足だとゲストの話が耳を素通りしてしまうからだという。黒柳の体調不良による休みは一度もない。
ゲスト選定は、スタッフらの会議で平等に候補を出し合い、それらを吟味してディレクターが事前にリサーチを行う。
話す内容は、黒柳がゲストについてその日担当のディレクターからレクチャーを受けた際に、その内容を特注のメモ用紙（紙の寸法はA6）に2Bの鉛筆で縦書きに書いたものを繋ぎ合わせたリスト（台本や質問稿ではない）をテーブルに置いて進行する。そのメモの上にゲストがコップを置くと除けたり、置かないようにあらかじめ釘を刺す。
本番組で黒柳は「たまねぎ頭」姿である。芸能界七不思議の1つと言われるこの髪型については理由があり、毎日髪形を変えると、視聴者の関心が黒柳の髪に集中してしまってゲストの方へ行かない、また襟足が出るので、黒柳の斜め後ろからの画像になっても相槌を打つ時に髪ばっかり揺れているという絵にならず、首が見えるので少しは人間味がでる、あるいは和装でも洋装でもちょっとアレンジすれば済むなどの理由で固定していると言う。ただし扮装する時は別である。
黒柳の衣装はゲストと事前打ち合わせはせず、黒柳およびスタイリストによって選ばれている。放送開始から8000回を超えるまでは全て黒柳本人が衣装を用意・選定していたが、その後はスタイリストが用意した衣装も着用するようになった。本番組で使用された衣装の一部は、年に1度日本橋高島屋で開催されているチャリティセールへ出品されている（売り上げは「青少年とともに歩む会」に寄贈）。
本番組を始めるにあたり、黒柳がテレビ朝日に出した条件が「スタッフの入れ替えをしないこと」「編集をしないこと（撮って出しの手法）」だった。後者の理由は「ゲストのありのままの姿を引き出すため」「番組の質の低下を防ぐため（帯番組を編集するのは多大な労力がかかる）」「ゲスト・黒柳・スタッフの三者間で『ここをカットしてほしい』『ここを残してほしい』と編集に関する意見が衝突するのを防ぐため」の3点である（ただし1度だけ杉村春子の回で、年齢に関わる部分をカットした）。
黒柳は「一切編集をしない。ほぼ生放送の状態。だから皆さん本心を話してくれるんでしょう。」と語っている。ゲスト一人当たりに一時間ほどかけてスタッフと綿密な打ち合わせをする、「その打ち合わせをする金曜日が一番大変」と明かす。
近年進む高齢化社会にあってか、シニア世代の著名人が出演する場合、トークの内容が終活に及ぶことも多くなり、ゲストが終活のプランを明かす場としての役割も本番組ならではと言える。

また、黒柳は各媒体でのインタアビュー取材で、何十年にもわたって「出演を断ったゲストの方はいません。天候が悪いだとか体調不良ですとかそのようなゲストは一度もいらっしゃいませんでした。ゲストの皆さんに感謝しています」と必ず強調、コメントしているが、実際には初出演のオファーをしたものの即出演承諾を得られなかったゲストは何組も存在しており、それぞれの事情から後にようやく出演が実現したというケース（1988年に1度だけ出演した田中邦衛、1990年11月2日に出演した樹木希林等）や現在に至るまで出演が実現していない（故人の場合、生前一度も出演しなかった）ケースも存在する（志村けん（ザ・ドリフターズ、2020年没）などがそれに該当する）。
第1回放送から2000年11月までの初め24年10か月間は、後述する特別企画や特別番組と追悼放送を除き通常では必ず、オープニング後のCM明けに1分間に満たない程度で概ね30秒間から40秒間前後時間をかけて黒柳のみの1ショットで「みなさまこんにちは。徹子の部屋でございます。今日のお客様は」から始まるゲストの説明と紹介をし、「〜さん、今日のお客様です。」で締めてからゲストとの2ショットおよびトークが始まるという構成からなっていたが、後述する徹子の部屋のテーマリニューアル再録を機に以上の時間をかけてのゲストの紹介と黒柳による番組開始の挨拶は廃止、大幅に簡略化された。以降は現在まで、冒頭からゲストとトークするようになり、ゲスト紹介は本編中に行う形に移行している。

### 制作
本番組の制作は当初、報道局が担当していたが、現在は総合編成局が担当している。

### テーマ曲
テーマ曲は『徹子の部屋のテーマ』（2000年12月放送分のステレオ放送化によりステレオ収録にアレンジしたものに変わっている）。作曲はいずみたく。テーマ曲は、CD『SHOW WA!バラエティー・レボリューション』の中に収録されている。

### 放送形態
番組では1999年4月以降、必ず画面右下に背景のピンクの線（追悼企画時はブルーの線）とゲスト名とトークの内容についての固定テロップを表示するようになり、2004年12月以降、特別企画を行う場合に限って左上にもサブタイトルを表示する場合がある。なお、左上表示は地上波では表示されているが、BS朝日、テレ朝チャンネル1・2の放送及び配信版では表示されていない。BS朝日では一時期、画面右上にあるウォーターマークの左隣に番組タイトルを表示していた。
提供クレジットは表示されるがアナウンサーによるスポンサーの読み上げ（提供コメント）は一切なく、オープニングでゲストの紹介をしてすぐ、エンディングの番組終了時間までトークをする。ただし、地上波では一時期、BS朝日では開局から2年程は提供コメントを行っていたことがあった。なお、年数回放送されるゴールデンタイム特番（『出張!徹子の部屋』『徹子の部屋 夢トークスペシャル』など）や週末単発枠のスペシャル版では通常通り提供コメントを行っている。
正午枠時代は、『ワイド!スクランブル・第1部』からステブレレスで番組が開始される形となっていた。また、12:30の番組終了時も同様にステブレレスの形をとっていた。2015年10月30日までは12:29:55から「このあとはワイド!スクランブル」の告知（5秒間、黒柳が「この後は、ワイド!スクランブル…」とコメント。映像は毎日異なっていた）が流れた後『ワイド!スクランブル・第2部』に入っていたが、翌週11月2日から本編が12:30:00まで拡大されたため5秒告知は廃止となり、そのまますぐ『ワイド!スクランブル・第2部』に入る形となった。
2020年3月30日より13時枠へ移動すると同時にステブレレスを廃止、13:28:55で番組本編を終了し、後続の『上沼恵美子のおしゃべりクッキング』（朝日放送テレビ制作）の告知が入るようになった。
2020年4月7日よりサービスを開始したTELASAをはじめ、Tver、ABEMAなどの動画配信サービスにて見逃し配信が開始されるとともに、番組の最後に、黒柳による配信の告知を入れる形となっている。

## 番組の歴史

### 13時台時代第1期（1976年2月 - 1996年3月）
1976年2月2日、前月までの『13時ショー』（1972年10月2日 - 1976年1月30日、黒柳が司会を務めた）を引き継ぐ形として放送開始。
番組開始当初は、黒柳とラビット関根（現：関根勤）が進行する「フラッシュクイズ」という視聴者参加の短いクイズコーナーがあった。「フラッシュクイズ」は、本編トークと同じスタジオで収録されていた。コーナー冒頭には関根がトークゲストのモノマネを披露し、その感想を聞くこともあった。その後、このクイズコーナーは独立して一つの番組として放送されていた時期がある。このコーナーを設けていた理由としては、地味なトークだけでは視聴率が取れないと懸念されたためだが、番組本編とのテンションの乖離が激しく、わずか1年後の1977年3月に終了。以後は番組全編をトークのみで進行している。
- 1976年
  - 2月2日 - 放送開始。第1回ゲストは森繁久彌。
  - 12月6日 - 前日に行われた第34回衆議院議員総選挙の関連番組放送のため休止。
- 1977年
  - 3月31日 - NET（日本教育テレビ）としての最終放送日。ゲストは宇津井健。この日を最後に「フラッシュクイズ」も終了、翌日よりトーク一本となる。
  - 4月1日 - NETからテレビ朝日[注 55] に局名変更。黒柳が総合司会を務める大型特別番組『わが家の友だち10チャンネル・徹子のナマナマ10時間半』内の一本として放送（ゲストは三笠宮寛仁親王）。番組開始以来初めてセットを変更。
- 1978年12月29日 - ゲストにタモリが出演。以降、毎年最後の恒例ゲストとなる[13]（2014年 - 2020年は出演せず）。
- 1979年
  - 1月5日 - ゲストに渥美清と倍賞千恵子が登場。渥美は黒柳に「お嬢さん、ほかにもっとおもしろい話をする人がいるじゃありませんか。あたしの話なんぞ、だれも聞きたくありませんよ」と言ってその後の出演は辞退したため、これが唯一の出演になった[44]。
  - 4月 - 関東地区で平日朝の7:50 - 8:30枠（『モーニングショー』の直前）に再放送を開始、しかしわずか1年半後の1980年9月限りで再放送を打ち切った[45]。
  - 11月30日 - 放送回数1000回を達成。この日のゲストは物集高量と久米宏[46]。
- 1980年
  - 5月5日 - 1980年モスクワオリンピック関連大型特別番組『オリンパソン'80』放送のため休止。
  - 5月30日 - ゲストに野際陽子が登場したこの日の放送にて、収録中に地震が発生するハプニングがあった。
  - 10月28日〜30日 - プロ野球日本シリーズ『近鉄対広島』中継放送の為3日連続休止。
- 1981年
  - 1月1日 - お正月スペシャルとして放送。ゲストは三波伸介と小沢昭一。
  - 4月1・2日 - 一般視聴者司会による特別企画として、黒柳が視聴者からの質問に答える企画を実施[28]。
  - 4月5日 - 放送5周年を記念し特別番組『今明らか!!徹子の全て』が放送された（放送時間不明）。
  - 4月10日 - 最高視聴率14.5%（ビデオリサーチ調べ、関東地区・世帯・リアルタイム）を記録（この日のゲストは三浦友和）[14]。
  - 10月12日・10月13日 - プロ野球パ・リーグプレーオフ『日本ハム対ロッテ』中継のため2日連続休止。
  - 10月30日　放送回数1500回を達成[47]
- 1982年10月12日・10月14日 - パ・リーグプレーオフ『西武対日本ハム』中継の為2日休止。
- 1983年11月18日 - 放送回数2000回を達成、帝国ホテルにて公開放送（この日のゲストは泉ピン子）。
- 1984年4月30日 - 『森田一義アワー 笑っていいとも!』（フジテレビ系）で人気の初代いいとも青年隊（野々村真、羽賀健二、久保田篤）が登場、局の垣根を超えたゲスト出演となった。
- 1985年
  - 10月29日・30日 - 日本シリーズ『阪神対西武』中継のため2日連続休止。
  - 12月16日 - 20日 - 放送10周年を記念して、1週間に亘り、10年間の総集編を放送。
- 1986年
  - 2月3日 - 放送開始から10周年（11年目に突入）。この日のゲストは第1回放送と同様に森繁久彌。
  - 7月7日 - 前日行われた衆参同日選挙（第38回衆院選、第14回参院選）関連のANN報道特別番組のため休止。
  - 12月29日 - 年末恒例のタモリがゲストの回で、13時から1時間の拡大版で放送された（同日は前枠の『板東英二のビデオ自慢』（13:00-13:15、朝日放送制作）を休止）。
- 1987年
  - 8月3日 - 大型特別番組『カリブソン'87』内の一本として放送。ゲストは夏木陽介。
  - 9月28日 - 放送回数3000回を達成（この日のゲストは浅丘ルリ子）。
  - 12月28日 - 年末恒例のタモリがゲストの回で、13時から1時間の拡大版で放送された（同日は前枠の『金子信雄の楽しい夕食』（13:00-13:15、朝日放送制作）を休止）。
- 1988年10月27日 - 日本シリーズ『西武対中日』中継のため休止。
- 1989年
  - 1月6日 - 昭和最後の放送（この日のゲストは獣医師・動物園飼育員・文筆家の中川志郎）。
  - 1月9日 - 平成最初の放送（この日のゲストは山田邦子）。
  - 2月24日 - 昭和天皇大喪の礼関連のANN報道特別番組の為休止。
  - 7月24日 - 前日行われた第15回参議院議員通常選挙関連のANN報道特別番組の為休止。
- 1990年10月24日 - 日本シリーズ『西武対巨人』中継のため休止。
- 1991年
  - 3月18日-22日 - 「15周年記念週間」として、有楽町マリオン内の有楽町朝日ホールから公開収録の形で放送。ゲストは久米宏、ミヤコ蝶々、杉良太郎、明石家さんま、山田五十鈴。
  - 6月5日 - この日に出演した渡哲也・舘ひろしの放送をもって、愛煙家がゲストの場合の喫煙しながらの出演を終了。翌6日以降スタジオは完全禁煙化され、タバコまたは葉巻を吸いながら出演するゲストはいなくなった。
  - 9月5日 - 放送回数4000回を達成（この日のゲストは南こうせつ）。
  - 10月23日・24日・28日 - 日本シリーズ『西武対広島』中継のため3日間休止。
- 1992年10月22日・23日・26日 - 日本シリーズ『西武対ヤクルト』中継のため3日間休止。
- 1993年10月25日・28日 - 日本シリーズ『ヤクルト対西武』中継のため2日間休止。
- 1994年12月31日 - 14時より2時間特番『徹子の抱腹絶倒おしゃべり大晦日』が放送された。
- 1995年
  - 1月17日・18日 - 阪神・淡路大震災関連のANN報道特別番組のため休止となった[注 56]。
  - 5月16日 - 麻原彰晃逮捕関連のANN報道特別番組のため休止[49]。
  - 6月21日 - 全日空機ハイジャック事件関連のANN報道特別番組のため休止。
  - 9月4日 - 放送回数5000回を達成（この日のゲストは高橋英樹）[46]。

### 14時台時代（1996年4月 - 1997年9月）
放送20周年を迎えた1996年、19年ぶりにセットを変更、また初めて放送時間を変更・拡大するなど、番組の歴史で初めての大幅なリニューアルとなった。
この枠で放送していた1997年初頭には、放送時間が移動したためか視聴率が3%前後にまで低迷し（ビデオリサーチ調べ、関東地区・世帯・リアルタイム）、打ち切りが検討されていた（この時期は普段、バラエティ番組・情報番組に出演しないような硬派のゲスト が中心を占めており、特にお笑い系ゲストはタモリ程度という時代だった）。しかし、黒柳の「自分の力が続くまではこの番組を続ける」の決意通り、番組打ち切りは回避されて、後に視聴率も安定に戻った
- 1996年6月13日 - 福岡空港ガルーダ航空機離陸事故関連のANN報道特別番組のため休止となった。
- 1997年6月 - 第23回放送文化基金賞を受賞。

### 13時台時代第2期（1997年10月 - 2014年3月）
前回のリニューアルからわずか1年半で、13時台に復帰。この頃から、様々なマイナーチェンジが行われているほか、巡回展「徹子の部屋展」や毎年恒例となる「徹子の部屋コンサート」の開催、ゴールデンタイム特番『出張!徹子の部屋』の放送など、新たな試みも行われるようになる。
また、番組が初めてギネス世界記録に認定された。
- 1999年
  - 時期不明 - 放送回数6000回を達成。
  - 12月31日 - 特番として、ドラえもん（声:大山のぶ代）がゲストとして登場。
- 2000年
  - 2月2日 - 番組開始25年目突入記念として、森光子がゲストとして登場。
  - 4月4日 - 上岡龍太郎がゲストとして登場、同年4月に引退した上岡最後の出演となった。なお、本来は同年3月31日に放送予定だったが、この日に有珠山が噴火し関連の報道特別番組に差し替えられたためこの日に延期となった。
  - 4月21日 - ウィーン少年合唱団がゲストとして登場。少年団員・先生・通訳含め総勢20名。あまりの大人数のためか、体育座りをする団員もいた[28]。
  - 12月1日 - ハイビジョン制作（それ以前にもBSアナログハイビジョン実用化試験放送でも不定期で何度か放送されたことがある）となり、地上波のみ字幕放送。ハイビジョン化に伴い、いくつか変更が行われ、BS朝日開局に伴いBS時差放送を開始、音声のモノラルからステレオ音源への変更に伴い「徹子の部屋のテーマ」をステレオ音源用に再録したものへ変更、話す話題についての内容とゲスト名の固定テロップ（固定スーパー）が右下に常に表示されるようになり、同時に開始1回目放送より必ず行われていた黒柳によるゲスト紹介の前「みなさまこんにちは、徹子の部屋でございます」の挨拶を廃止、以後本編冒頭は挨拶を廃止、ゲスト紹介のみになった（特番では現在も継続）。
- 2001年
  - 5月4日 - 番組開始25周年を記念し、拡大版で放送された。ゲストに森繁久彌が出演した（この日は森繁の88歳の誕生日であった）が、既に高齢であったためか集中して話すのも面倒な様子で、黒柳の話や質問に真面目に答えようともせず、収録を適当にやり過ごそうとする森繁に対して黒柳が一喝する一幕があった。すると森繁は姿勢を正し、萩原朔太郎の詩を暗唱してみせた。この回の放送後、番組には「感動した」との声が寄せられたという[51]。なお、この回は2016年放送のNHK土曜ドラマ『トットてれび』最終話「徹子、森繁を叱る」の回（総合テレビ：6月18日放送）にて再現されている。ちなみに森繁役は吉田鋼太郎（本番組にもゲスト出演経験あり）が演じている。
  - 9月12日 - アメリカ同時多発テロ事件関連のANN報道特別番組のため休止。
- 2002年4月1日 - 字幕放送を開始（この日のゲストは池田香代子）。
- 2003年
  - 2月3日 - ゲストの小沢昭一と共に通算13回目となるコスプレの際に、セックスシンボルとも言われていたメイ・ウエストに扮した黒柳は、ドレスの胸元をめくり右側のバストを披露した。「これは自分のだったら出せないですけども」と語るように、この時のバストは特殊メイクで作られたものである[52]。この日の放送は28年目に突入する最初の放送だった。
  - 3月28日 - 放送回数7000回を達成（この日のゲストは竹下景子）。
- 2005年
  - 5月23日 - 番組開始30周年を記念し、9年1カ月ぶりにセットを変更しフルモデルチェンジした（この日のゲストは徳光和夫）。
  - 8月29日 - 9月2日 - 『ワイド!スクランブル』が13:55まで拡大のため『上沼恵美子のおしゃべりクッキング』（朝日放送〈現・朝日放送テレビ〉制作）と共に番組が休止となった。年末年始や高校野球を除いて番組が1週間休止になるのは、番組開始以来初めてのことである。
- 2006年
  - 5月17日 - 放送30周年を迎え、当日から日本橋の髙島屋東京店で「徹子の部屋展」が開催されたことに合わせて、同店から生放送された。また、同年、番組ホストの黒柳と共に、第54回菊池寛賞を受賞した。
  - 12月3日 - CS放送・テレ朝チャンネルで番組開始からこれまで放送された中から選りすぐりの内容を放送する『徹子の部屋〜Classics〜』が放送開始。
  - 12月8日 - 渋谷東急Bunkamuraオーチャードホールにて南こうせつ・さだまさし・中村紘子・中尾ミエのゲストを迎え、「徹子の部屋 祝30周年記念コンサート」を開催（2007年2月放送の特番の公開録画）。以後毎年「徹子の部屋コンサート」が開催されるようになる。
  - 12月19日 - 番組史上初めて海外から放送した（ゲスト：シャルル・アズナヴール）。
- 2007年
  - 2月1日・2月2日 - 放送32周年突入記念として、いつもの黒柳の席に清水ミチコ（1日）、さだまさし（2日）が座って黒柳本人がゲストという形を取り、黒柳の幼い頃からの足跡をたどる特別企画を放送した（タイトルも『ミチコの部屋』『まさしの部屋』になり、『まさしの部屋』ではテーマ曲もさだが歌ったものになっていた）。
  - 2月19日・2月20日 - 「第1回徹子の部屋コンサート」の模様を放送。以後、毎年の恒例となる。
  - 3月2日 - 放送回数8000回を達成（この日のゲストは永六輔）。
  - 3月28日 - 春休み特別企画として「ディズニーライブ! ミッキーのマジック★ワールド」のキャストが登場、華やかなステージを披露した。
  - 7月16日 - 新潟県中越沖地震関連のANN報道特別番組のため休止となった。
- 2008年
  - 4月29日 - テレビ朝日水曜21時枠刑事ドラマ『相棒』の劇場版第1作『相棒 -劇場版- 絶体絶命! 42.195km 東京ビッグシティマラソン』の公開を記念して、同映画に主演する水谷豊と寺脇康文がそろって出演（前半は役である「杉下右京」「亀山薫」として登場）。
  - 7月7日 - 音声多重放送を利用した解説放送を開始（月2回程度、不定期に実施）。時差ネット局のBS朝日では初の解説放送となる。ただし、北海道テレビ（HTB）の道央圏以外のアナログ放送エリア（当該エリアでも地上デジタル放送では受信可能）、朝日ニュースターでは行われなかった。ゲストは加山雄三。
  - 7月8日 - 忌野清志郎をゲストとして迎え、忌野の喉頭癌克服に関する話題を扱ったが、奇しくも放送日同日に行われた検査により、忌野の癌転移が発見された。また、忌野の所属事務所より、公式にこのことが発表された8月14日は、BS朝日で同回が再放送された。
  - 12月23日 - 音声多重放送を利用した2か国語放送を実施。ただし、北海道テレビの道央圏以外のアナログ放送エリア（当該エリアでも地上デジタル放送では受信可能）、BS朝日、朝日ニュースターでは行われなかった。ゲストはイル・ディーヴォ。
- 2009年
  - 2月2日 - 2月6日 - 放送34年目突入とテレビ朝日開局50周年を記念し、その日に放送される『50時間テレビ』の出演者などが出演した。
    - 2日：さまぁ〜ず・優香（『Qさま!!』）
    - 3日：ロンドンブーツ1号2号（『ロンドンハーツ』）
    - 4日：爆笑問題（『クイズ雑学王』）
    - 5日：ココリコ（『いきなり!黄金伝説。』）
    - 6日：小宮悦子（『スーパーJチャンネル』）

  - 11月12日 - 森繁久彌（俳優、11月10日没、享年96）の急逝を受け、放送予定を変更し「緊急追悼・森繁久彌さん」を放送した[53]。
- 2010年

  - 2月1日 - 5日、番組開始から35年目を記念して「35年目突入ウィーク」として放送。
    - 1日 - 「ありがとう森繁久彌さん」と題し、前年に死去した森繁久彌のトーク名場面を振り返った[54]。
    - 2日 - ゲストに次長課長が登場（井上聡の生年月日が放送開始日にあたるため）。黒柳がゲスト側に回り、河本準一が司会を務めた。

  - 5月1日 - 夜7時から2時間のゴールデン特番『祝35年目突入記念 出張!徹子の部屋 お宝映像も大放出スペシャル』を放送。ここから『出張!徹子の部屋』を年1-2回ペースで放送する。
  - 12月6日 - 番組中にサプライズとして、ハローキティとデザイナーの山口裕子が登場。黒柳のたまねぎ頭を再現した徹子キティの人形がお披露目された（ゲスト：藤本美貴）。
  - 12月23日 - 『相棒』の劇場公開映画第2作『相棒 -劇場版II- 警視庁占拠! 特命係の一番長い夜』公開を記念して、水谷豊（主人公・杉下右京役）と及川光博（2代目相棒・神戸尊役）がそろって登場。
- 2011年
  - 1月6日 - 『相棒』のキャスト陣4名（川原和久、大谷亮介、山中崇史、六角精児）がそろって登場（これも『相棒 -劇場版II-』公開記念。水谷・及川と同様、前半は各役として登場した[注 60]）。
  - 3月14日・3月15日 - 東日本大震災関連のANN報道特別番組のため休止。3月16日以降しばらくは予定の内容を変更して放送した。また4月29日も震災特番『つながろう!ニッポン』（13:20 - 17:54）のため休止。
  - 4月27日 - 19時から2時間のゴールデン特番『出張!徹子の部屋 お宝映像も大放出パート2』が放送された。この放送分で8961回を数え、同一司会者による番組の最多放送回数記録としてギネス世界記録に認定され、2時間特番内で黒柳の表彰式が執り行われた。
  - 6月22日 - 史上最多放送回数記録となる通算9000回に到達（この日は織田裕二がゲストに登場し、9000回にちなんだ「9」にまつわるエピソードも披露された）。
  - 10月2日 - 18時56分から2時間のゴールデン特番『祝35周年 出張!徹子の部屋〜トットちゃん初体験SP!〜』が放送された。
  - 12月19日 - 北朝鮮の金正日死去関連のANN報道特別番組のため休止となった。
- 2012年
  - 1月8日 - サンデープレゼント枠にて35周年記念特番『祝35周年!徹子の部屋コンサート 豪華スター夢の競演SP』を放送。
  - 3月30日 - BS朝日とCS放送・朝日ニュースターでの時差放送を打ち切り。なお、朝日ニュースターは同年4月1日からテレ朝チャンネルと同様、『徹子の部屋〜Classics〜』として同チャンネルでの放送を継続。
  - 7月 - CS放送（朝日ニュースター・テレ朝チャンネル、いずれも当時）での再放送が同年4月以降の内容が中心となった。朝日ニュースターでは地上波放送から1週遅れの内容も放送されるため、実質的に時差放送を再開。両チャンネルとも字幕放送・解説放送（当該回のみ。ただしモノラル二重音声）を開始。
  - 9月19日 - 19時から3時間のゴールデン特番『出張!徹子の部屋パート4 昭和VS平成スターお宝名鑑3時間スペシャル』が放送された。
  - 9月26日 - 自民党総裁選挙関連のANN報道特番のため休止[注 61]。
  - 12月31日 - 『お願い!ランキング』年またぎスペシャル（21:00 - 2013年1月1日1:30）では、黒柳がCGアニメキャラで登場し（声も黒柳が担当）、この年放送された当番組の名場面を振り返った。そして番組最後は、黒柳が2013年1月1日の朝に放送される特番『新春 徹子の部屋』の宣伝をした[注 62]。
- 2013年
  - 1月1日 - 特別番組『新春!徹子の部屋スペシャル いま甦る昭和の名場面』が放送された。
  - 7月4日 - ゴールデン3時間特番『出張!徹子の部屋パート5 夢トーク豪華3本勝負 お宝映像も大放出スペシャル』放送。
  - 9月25日 - 『〜パート6 夢トーク豪華4本勝負 お宝映像も大放出スペシャル』放送。
  - 11月16日 - 11月22日 - スマートフォン版「Ameba」の農園ゲーム『ファーミー』でコラボレーションが行われた[56]。
  - 12月27日 - 年末恒例のタモリが出演、この回では例年と同じ密室芸ではなくタモリに纏わる都市伝説についてトークした[57]。その後、2021年までタモリの出演が中断する。
- 2014年
  - 2月11日 - ソチオリンピック2014「ハイライト」（12:00 - 13:55）放送の為休止。
  - 3月24日・3月25日 - 「徹子の部屋クラシックコンサート」の模様を放送。
  - 3月30日 - 翌々日の放送枠移動を前に、この日6:00 - 6:30（関東ローカル）の枠にて、傑作選として「森繁久彌さん 懐かしの名場面集」と題し、森繁が出演した回のうち、初回を含む6回を放送した[58]。
  - 3月31日 - 13時台最終放送となったこの日、放送時間前の10:30 - 11:25（ローカルセールス枠）の枠にて、昭和に活躍した著名人に特化した特別編「徹子の部屋 昭和の大スター傑作選」を放送。同放送の最後には「爆笑!カウントダウン劇場 頭からアメ伝説」と題し、黒柳が頭から飴を出す映像を紹介した[59]。なお、当日放送回のゲストには歌手の舟木一夫、西郷輝彦、三田明の3名が出演した[60]。

### 正午枠時代（2014年4月 - 2020年3月）
2014年4月1日より、『ワイド!スクランブル』を一時中断番組に移行の上、放送時間を正午枠に移動
、オープニングと本編の間にCMを挟まなくなり番組開始と同時にトークが開始するといった構成の変更、さらにタイトルロゴも一新するなど、大幅なリニューアルとなった。同時に、直前・直後の番組へはステブレレス（CMなしの直接続）となった。
本番組が13時台から正午枠の移動を行った2014年3月31日→4月1日はフジテレビ系で『笑っていいとも!』が終了し『バイキング』（2020年9月28日より『バイキングMORE』と改題）が開始したのと同じタイミングである。
2014年途中よりゼネラルプロデューサーが交代（藤井智久→寺田伸也）し、12月末の最終放送は前年までの恒例だったタモリの出演が消滅、総集編を約2日間放送するのが恒例となっていた（2018年まで。翌2019年以降は最終放送日前に2回程度となっている）。また、テーマ別のゲストのみの通し企画週も頻繁に行われた。
この移動前には予め決めた特定の日、または週以外での休止はほぼなかったが、枠移動後は『ワイド!スクランブル・第2部・拡大SP』（通常時の『第2部』とは別パート）等の報道特別番組による休止が頻発していた。
- 2014年
  - 4月1日 - 正午枠に移動して初の放送。ゲストには水谷豊が登場。
  - 4月3日 - ゲストにマツコ・デラックスが登場。マツコが司会役で、黒柳をゲスト役となり『マツコの部屋』が行われた[65]。
  - 4月25日 - 映画『相棒 -劇場版III- 巨大密室! 特命係 絶海の孤島へ』公開を記念し、同映画PRの一環として、水谷豊と成宮寛貴がそろって出演（一部役名の「杉下右京」「甲斐享」として）。
  - 6月26日 - 19時から3時間のゴールデン特番『出張!徹子の部屋パート7 夢トーク秘蔵映像スペシャル』が放送。
  - 8月11日 - 15日 - 12:44まで時間を拡大して放送[66] された。
  - 10月6日 - 『ワイスク（第2部・拡大SP）[注 66]』（台風18号関連報道）放送のため、急遽休止[注 67]。
  - 12月25日・26日の2日間は年末総集編「The Best of 徹子の部屋」を放送。以後、毎年最終2日間はこれが恒例となる。
- 2015年
  - 1月5日・6日 - 黒柳の発案による3人組ユニット「松竹梅」（松岡昌宏・大竹まこと・梅沢富美男）が出演。以後、2019年まで約5年間、毎年正月の恒例ゲストとなった。
  - 2月2日 - 放送40年目に突入。この週は「40年目スペシャルウィーク」を1週間に亘って放送したほか、4日19時よりゴールデンタイム2時間特番『40年突入記念!出張!徹子の部屋パート8 夢トークお宝映像スペシャル』[67] が放送された。
    - 2日：星由里子・司葉子
    - 3日：永六輔・ピーコ
    - 4日：山中伸弥
    - 5日：美輪明宏
    - 6日：萩本欽一

  - 3月12日 - デューク・エイセスが出演。メンバーの吉田一彦の芸能界引退がこの回で発表された[68]。
  - 4月4日 - BS朝日での放送を再開（週1回土曜日、2本連続）。
  - 5月13日 - 27日の計11日間にわたり「祝10000回 カウントダウンスペシャル」を放送。

13日（9990回）：和田アキ子&勝俣州和
14日（9991回）：岸惠子
15日（9992回）：日野原重明
18日（9993回）：八千草薫&仲代達矢
19日（9994回）：片岡愛之助
20日（9995回）：関根勤
21日（9996回）：加山雄三
22日（9997回）：六代 桂文枝
25日（9998回）：山本富士子&小山明子
26日（9999回）：大竹まこと&清水ミチコ
27日、放送回数10000回を達成（同日のゲスト：近藤真彦&東山紀之）。なお、同日は13:00までの1時間拡大版で放送された。また、同日放送分にて「同一司会者によるテレビトーク番組最多放送」でギネス世界記録に認定され、表彰が行われた。
- 8月7日 - 「夏休み1時間スペシャル」として放送した（同日のゲスト：中山雅史・生田智子夫妻）。
- 8月26日 - 番組放送40周年・10000回を記念して開催の「徹子の部屋展」の会場（日本橋髙島屋）から生中継（同日のゲスト：山本陽子）。生放送は2006年以来9年ぶりとなった。なお、会場内の展示などを紹介するリポートは本間智恵（テレビ朝日アナウンサー）が務めた。
- 9月23日 - 『ミュージックステーション』初の10時間超大型特番『30年目突入! 史上初の10時間SP MUSIC STATION ウルトラFES』のため放送休止となった。以降毎年『ウルトラFES』の放送がある日は休止となっている。

- 2016年
  - 1月9日 - 関東ローカル限定にて、40周年記念特番『徹子の部屋40周年記念・お宝映像リクエストスペシャル』（14:15-16:25）を放送した。
  - 2月1日 - 5日 - 1週間に亘り「40周年スペシャルウィーク」を放送、5組が出演した。
    - 1日：司葉子&相田翔子
    - 2日：小澤征爾&小澤征悦親子
    - 3日：萩本欽一&関根勤
    - 4日：永六輔&大橋巨泉[注 70]
    - 5日：内海桂子&ナイツ

  - 2月11日 - 放送開始40周年を記念して、ゴールデンタイム2時間特番『徹子の部屋 祝40周年 最強夢トークスペシャル』（19:00-20:54）を放送[73][74]。
  - 3月21日 - つんく♂がゲストとして登場、咽頭癌による声帯全摘出後初めての出演でもあり、また番組史上初めてパソコンを使用した筆談による会話が行われた[75]。番組の歴史上、筆談でトークをしたのはつんく♂が最初である。
  - 4月15日 - 熊本地震に伴い『ANN報道特別番組 熊本県で震度7』が編成され、急遽休止となった[注 71]。
  - 5月2日 - 「徹子の部屋展」の札幌会場（さっぽろ東急百貨店）から公開中継（4月29日収録。同日のゲスト：高橋惠子）。本番組では滅多にない地方収録放送となった。なお、会場内の展示などを紹介するリポートは石沢綾子（北海道テレビアナウンサー）が務めた。
  - 8月1日 - この日の放送分（ゲスト：星由里子＆浜美枝）より番組冒頭の時報音を廃止、そのまま「徹子の部屋」のタイトルロゴが出て番組が始まる形式となった。以降の番組進行は変更なし。
  - 8月10日 - リオデジャネイロオリンピック2016「競泳」放送のため休止。
  - 8月22日 - リオデジャネイロオリンピック2016「閉会式」放送のため休止。
  - 9月5日 - 小堺一機が初出演。小堺は当番組と時間帯が被るフジテレビ『ライオンのいただきます』（1984年10月1日 - 1989年9月29日）→『ライオンのいただきますⅡ』（1989年10月2日 - 1990年12月28日）→『ライオンのごきげんよう』（1991年1月7日 - 2016年3月31日）で司会を務めていた関係上、当番組に出演することができなかった[76][注 72]。
  - 10月3日〜7日 - 「ご夫婦スペシャル」と題して、1週間すべて芸能人夫婦が出演する特別週を放送、5組が出演した。
  - 11月1日・2日 - 40周年記念特集として「祝40周年!昭和の大スター名場面スペシャル」（ゲスト:中村メイコ）を放送。以来2017年まで4度、全11回に亘って行われた。
  - 11月9日 - 『ANN報道特別番組 ワイド!スクランブル拡大SP 速報!アメリカ大統領選挙』放送の関係上、休止となった。
  - 12月5日 - ゲストのさだまさしが司会役を務め、黒柳をゲスト役に迎えての特別企画『まさしの部屋』を開催した[77]（この日は番組冒頭のタイトルも『まさしの部屋』と表示）。
  - 12月19日〜23日 - 黒柳が注目した"今年の顔"が登場する特別週を放送、5名が出演[26]。
    - 月：笹本恒子
    - 火：KABA.ちゃん
    - 水：下村一喜
    - 木：井村雅代
    - 金：ピコ太郎[78]

  - 12月27日・28日の2日間、年末総集編「The Best of 徹子の部屋」を放送。なお「The Best of〜」はこの年が最後となる（翌年は後述の「傑作選」のため）。
- 2017年

  - 1月30日〜2月10日 - 「42年目突入ウィーク」を2週に亘って放送。

1/30：司葉子&水野真紀
1/31：津川雅彦&中村玉緒
2/1：堺正章&井上順
2/2：野際陽子&賀来千香子
2/3：かしまし娘
2/6・7：「昭和の大スター名場面スペシャル」第2弾（ゲスト:中村メイコ）
2/8：六代目中村勘九郎・三代目勘太郎・二代目長三郎
2/9：兼高かおる
2/10：水谷豊&反町隆史（映画『相棒 -劇場版IV- 首都クライシス 人質は50万人! 特命係 最後の決断』公開を記念して、一部役名の「杉下右京」「冠城亘」として出演）
- 3月23日 - 『2017 ワールド・ベースボール・クラシック・決勝「アメリカ対プエルトリコ」』中継のため休止となった。
- 4月3日 - この日から帯ドラマ枠『帯ドラマ劇場』の第1期（12:30 - 12:50、第1作は『やすらぎの郷』）新設により、同枠と連続した編成となる。『帯ドラマ劇場』第1期放送期間中、同枠からの出演者からも多くゲスト出演した。
- 4月8日 - BS朝日での放送を短縮（週1回土曜日は変わらないが、1本のみに変更）。
- 4月12日
  - 浅田真央の引退記者会見を生中継するため、通常放送は『ワイド!スクランブル・拡大』に急遽変更となり休止となった。
  - 放送42年目突入を記念して、ゴールデンタイム2時間特番『徹子の部屋 春の最強夢トークスペシャル』（19:00 - 20:54）が放送された。

- 4月20日・21日 - テレビ朝日の2017年4月改編のもう1つの目玉である『サタデーステーション』・『サンデーステーション』（4月22・23日開始）のMC2名、高島彩（『サタデー〜』MC、20日出演）・長野智子（『サンデー〜』MC、21日出演）が両番組のPRの一環で連日出演した。
- 5月2日〜5日 - 「特別企画!家族ウィーク」を放送（第1弾。以後、年数回ペースで実施されるようになる）。
- 7月17日〜21日 - 「銀幕のスター特集」として、俳優・女優・監督の5組6名が連日出演した。
  - 17日：神田正輝（石原裕次郎特集）
  - 18日：星由里子
  - 19日：吉田喜重&岡田茉莉子夫妻
  - 20日：岸惠子
  - 21日：山本富士子

- 7月24日 - 28日 - 「昭和の懐メロウィーク」として、昭和時代に一世を風靡した歌手が出演した。
  - 24日：青山和子
  - 25日：渚まゆみ
  - 26日：紙ふうせん
  - 27日：あべ静江
  - 28日：ビリーバンバン

- 9月19日 - 22日 - 「秋の傑作選SP」として、1-7月放送分から傑作VTRを各曜日テーマごとに放送した（火:夫婦編、水:家族編、木:意外なお友達編、金:懐メロ編）。
- 10月1日 - この日午後に特番『生きる伝説!黒柳徹子のヒミツ大解剖SP〜ドラマ「トットちゃん！」放送記念〜』を放送。
- 10月4日 - 黒柳出演の舞台公演『想い出のカルテット〜もう一度唄わせて〜』（9/29〜10/15:東京・EXシアター六本木、10/18・19:大阪）で共演の茅島成美、団時朗、鶴田忍がゲスト出演した。
- 11月3日〜10日 - 「恩人に感謝SP」と題して、師弟有名人5組が計6日間にわたり出演した。
  - 3・6日：橋田寿賀子&泉ピン子
  - 7日：マギー司郎&マギー審司
  - 8日：佐藤B作&あめくみちこ夫妻
  - 9日：平野レミ&和田明日香
  - 10日：桂米丸&ヨネスケ

- 12月13日 - 木曜ドラマ『ドクターX〜外科医・大門未知子〜（第5シリーズ）』最終回放送を翌日に控え、同ドラマに出演の西田敏行と遠藤憲一がそろって登場。前半はドラマの役である「蛭間重勝」（西田）と「海老名敬」（遠藤）に扮して、白衣姿で登場した。
- 12月22日 - 27日 - 年内最終放送日を含む4日間は『爆笑トーク満載!2017年傑作選』として、2017年に放送された分から傑作VTRを各曜日テーマごとに放送（金：夫婦編、月：家族編、火：意外なお友達編、水：歌唱編）。

- 2018年

- 1月29日 - 2月16日 - 「43年目!突入スペシャル」を3週にわたって放送。

29日：佐々木健介&北斗晶夫妻
30日：五木ひろし&坂本冬美
31日：田辺靖雄&梓みちよ
1日：瀬戸内寂聴と秘書・瀬尾まなほ
2日：浅丘ルリ子&小堺一機
5日：宮本信子
6日：有馬稲子
7日：西川きよし&ヘレン夫妻
8日：小山明子
9日：岩下志麻
12日・13日：石原良純&長嶋一茂
14日：清元延寿太夫&清元昂洋&尾上右近
15日：鷲尾真知子
16日：濱田マリ&瀧本美織
- 2月23日 - 平昌オリンピック2018中継（フィギュアスケート・女子フリー、9:30 - 14:30）のため休止。
- 3月12日 - 放送43年目突入を記念して『祝43年目突入!徹子の部屋 最強夢トークスペシャル』（19:00 - 21:48）を放送。
- 3月30日 - この日は、東京国際フォーラム・ホールEにて開催されたテレビ朝日主催のイベント『「人生100年時代」応援プロジェクト おとなランド〜もっと楽しく、もっと素敵に!〜』（4月1日まで） 初日の目玉として『徹子の部屋』の特別公開生放送が行われた（同日のゲスト：山本陽子）。
- 4月2日 - 『帯ドラマ劇場』第1期終了（1年間の中断）に伴い、約1年ぶりに本番組に続き『ワイド!スクランブル・第2部』へ接続する編成となった。『ワイスク』第2部冒頭にて、司会の大下容子が本番組のゲストの感想について述べることがある。
- 6月10日 - 『日曜もアメトーーク! 2時間拡大版』（18:57 - 20:54）にて、「徹子の部屋（惨敗）芸人」を特集して放送。この回はキャイ〜ン、スピードワゴン、タカアンドトシ、トレンディエンジェル、友近、古坂大魔王がパネリスト側のゲスト、本番組の出演経験がない千鳥がオブサーバー側のゲストとして出演し、司会の雨上がり決死隊（当時）とともにこれまで出演した芸人のVTRを振り返ったほか、千鳥が本番組出演を想定してシミュレーションに挑戦した（黒柳役は友近が務めた）。
- 6月12日 - 2018年米朝首脳会談に伴って『ワイスク（第2部・拡大SP）』を放送した ため休止。
- 6月18日 - この日の朝に発生した大阪府北部地震の関連報道のため、『ワイスク（第2部・拡大SP）』を放送したため休止。
- 6月20日 - 新たな特別企画として「いまも輝くスター名鑑」の第1回を放送した（ゲスト：近藤正臣）。
- 7月3日〜5日 - 2日に桂歌丸（落語家、81歳没）が死去したことを受け、3日は本来放送予定だった「上半期追悼特集・1日目」を変更し、桂歌丸の緊急追悼特集を放送（BS朝日でも7月7日に放送）。「上半期追悼特集」は日程を1日ずつ順延する形となり、4日〜6日にかけて放送する予定に変更。なお、追悼特集の日程が別の追悼特集で変更となるのは史上初である。
この処置により、当該の週は火〜金曜の3日間が追悼特集で埋められる形となるはずだったが、3日目（7月6日）朝に松本智津夫（麻原彰晃、元オウム真理教祖。63歳没）ら教団元幹部死刑囚計7名に対する死刑が執行されたのを受け、また西日本豪雨の影響もあり、それらを伝えるべく『ワイスク（第2部・拡大SP）』を放送したため休止、追悼特集3日目は23日に移動して放送された。
- 9月6日 - この日の朝に発生した北海道胆振東部地震の関連報道のため、『ワイスク（第2部・拡大SP）』を放送のため休止。

- 2019年

- 1月14日 - 市原悦子（女優）が死去したことを受け、「追悼・市原悦子さん」を放送した。
- 1月17日 - 関東ローカルの「ゴゴワイド」で「徹子の部屋・特別企画 市原悦子さん傑作選」(13:59 - 14:20)を放送した。
- 2月28日 - 2019年2月米朝首脳会談に伴って『ワイスク（第2部・拡大SP）』を放送したため休止。
- 3月18日 - 内田裕也（ロックシンガー）の死去を受け、「追悼・内田裕也さん」を放送した。
- 4月1日 - 新元号（令和）発表に伴う特別報道体制（12時 - 12時50分に『大下容子ワイド!スクランブル・第2部・拡大SP』（MC冠つき番組名に改題後初回）を『同・第1部』と『同・第2部』の幕間に放送した）のため、休止となった。
- 4月22日〜29日 - 平成としては最後となる「特別企画!家族ウィーク」を計6日間にわたり実施。
- 4月30日・5月1日の両日は、平成最後ならびに令和最初をそれぞれ記念して、森英恵（ファッションデザイナー）・パメラ・泉（ファッションモデル、タレント）・星（同）の一家3世代4名が2日間にわたりゲスト出演した。しかしながら、英恵はこの両日回が最後の出演となった（後述の通り2022年8月11日死去のため）。
- 5月15日・16日 - 15日放送分で放送回数11000回を達成したのを記念して、両日（10000・10001回）ともに、番組初期からの常連ゲストである加山雄三・泉ピン子・和田アキ子の3名がゲストに登場した。
- 5月28日 - この日朝に川崎市多摩区登戸で発生した川崎市登戸通り魔事件の関連報道のため、『大下ワイスク（追加拡大SP）』を放送のため休止。
- 10月18日 - 放送回数11111回を達成（この日のゲストは王貞治）
- 10月22日 - この日行われた即位の礼・即位礼正殿の儀に伴う『大下容子ワイド!スクランブル・第2部』の枠拡大（13:55まで）のため、休止となった。
- 12月13日 - 梅宮辰夫（俳優）が死去したことを受け、「緊急追悼・梅宮辰夫さん」を放送した。
- 12月20日 - 元フジテレビアナウンサーの笠井信輔（フリーアナウンサー）がこの日の放送にゲスト出演。放送の3日前に笠井が悪性リンパ腫を患っていることが明らかとなったため、当初2020年1月に放送予定だった本人ゲストの回が急遽繰り上げ放送された。
- 12月27日 - 『MUSIC STATION SPECIAL ウルトラ SUPER LIVE 2019』（12:00 - 23:10）放送のため休止となった。

- 2020年

- 1月22日 - 宍戸錠（俳優、1月21日死去、86歳没）の死去を受け、放送予定を変更し「緊急追悼・宍戸錠さん」を放送。
- 1月31日 - 2月7日 - 「45年目突入スペシャル」を6回に亘って放送した。
  - 1月31日・2月3日 - 松竹梅（松岡昌宏・大竹まこと・梅沢富美男）
  - 2月4日 - 落合博満・落合信子夫妻
  - 2月5日 - 高橋英樹・中尾彬
  - 2月6日 - 六代 桂文枝・山瀬まみ。この日は同じくテレビ朝日系列の長寿番組である『新婚さんいらっしゃい!』（朝日放送テレビ制作、日曜）の放送50周年を記念して、同番組とのコラボレーションが行われた。
  - 2月7日 - 関根勤・関根麻里父娘。関根がかつて出演していた「フラッシュクイズ」の映像も紹介されたほか、関根の旧芸名「ラビット関根」の名付け親が前日ゲストの桂文枝である事を紹介した（文枝本人のコメントVTRも放送された）。

- 2月12日 - 野村克也（元プロ野球選手・監督、2月11日死去、84歳没）の追悼として、三男・克則と共演した回（1月20日収録）を放送。

### 13時台時代第3期（2020年3月30日 - 現在 ）
放送45年目を迎え、番組開始以来4度目の放送枠移動となり、2014年3月31日以来6年ぶりの13時台復帰となった。

枠移動と同じくして、新型コロナウイルス感染症が流行したことにより、本番組も制作面などに甚大な影響が及ぶ形となった。これにより傑作選の放送も増加した。

また同様に、動画配信サービスでの見逃し配信も新たに開始された。

その他、テレビ朝日が2015年以降（メ〜テレなど一部系列局は2016年以降）全国高校野球選手権大会の決勝戦中継のネットを取り止めた関係上、決勝戦開催当日の朝日放送テレビは当番組のネットを返上する。
- 2020年
  - 3月30日 - 放送枠を13時 - 13時30分へ移動。初日ゲストとして、草野仁（フリーアナウンサー・タレント）と徳光和夫（同）がそろって登場。
  - 4月2日 - 放送45年目突入を記念して、ゴールデンタイム3時間特番『徹子の部屋 祝45年目突入SP』（19:00-21:48）を放送。
  - 4月7日 - この日より、各種動画配信サービスにて見逃し配信を開始（こちらを参照）、6日放送回（ゲスト：葛城ユキ）から順次配信。8日（ゲスト：池田美優）から番組本編の最後と次番組『上沼恵美子のおしゃべりクッキング』の告知の間に、黒柳による見逃し配信の案内が挿入されている[注 91]。
  - 4月9日〜（随時） - 「45年目特別企画・傑作選!○○」と題し、これまでの放送の中からテーマごとに厳選した特別編を放送[注 92]（収録再開後も不定期で放送）。
  - 4月24日 - 岡江久美子（女優、4月23日没、享年63）の急逝を受け、放送予定を変更し「緊急追悼・岡江久美子さん」を放送した[102]。
  - 5月4日〜6日 - 3日間限定で、オープニングにて黒柳が特別に自宅から登場した（各日とも傑作選を放送）[103]。
  - 5月26日 - この日の放送（ゲスト：米良美一）を以て、通常のゲストを迎えてのトークが一旦中断（翌日から11日間連続特別編のため）。同時に、これまで使用してきたソファと大型テーブルがこの日を最後にセットから一旦姿を消す。
  - 6月12日 - この日の放送（ゲスト：坂本冬美）より通常のゲストを迎えてのトークを再開。4月〜5月は新型コロナウイルス感染拡大に伴う緊急事態宣言（1回目）のため収録ができず、宣言解除後初の収録となったこの回より、感染予防策としてセットの一部を変更、ほぼ現在に近い形となる（→詳細はこちらを参照）。
  - 8月16日 - 渡哲也（俳優、8月10日没、享年78）を偲び、緊急特番『徹子の部屋特別編 渡哲也さん緊急追悼』（13:55 - 15:20、『サンデープレゼント』枠、関東ローカル）を放送した[104]。
  - 10月20日・21日 - キャシー中島（タレント）をゲストに迎え、ステイホーム中の終活の話などを聞いた。20日の番組終盤にサプライズとして夫の勝野洋（俳優）が登場するも、ここで終了となり、翌21日の放送に夫婦でゲスト出演した[105][106]。
  - 11月4日 - この日は『大下容子ワイド!スクランブル（以下「大下WS」）アメリカ大統領選挙開票速報SP』（9:55 - 13:59）のため休止となった[注 93]。
  - 11月30日・12月7日 - 恒例の番組主催コンサート『第15回徹子の部屋コンサート』を東京・日本武道館（11月30日）と大阪・フェスティバルホール（12月7日）で開催予定だったが、コロナ感染拡大の影響により中止となった（後述）。
  - 12月15日 - 浅香光代（剣劇女優、12月13日没、享年92）の死去を受け、放送予定を変更し「追悼・浅香光代さん」を放送した[107]。

- 2021年
  - 2月1日〜5日 - この週は番組開始46周年を迎えるのを記念し「46周年突入ウィーク」を実施。初日となる1日は高橋英樹（1月29日ゲストから引き続き出演）とともに、所属事務所での先輩にあたるサンドウィッチマン（伊達みきお・富澤たけし）が登場した[108]（以降、2日：浅丘ルリ子・六角精児、3日：萩本欽一・前川清、4日：泉ピン子・坂本冬美、5日：関口宏[注 94]。
  - 4月6日 - 橋田壽賀子（脚本家、4月4日没、享年95）の死去を受け、放送予定を変更し「緊急追悼・橋田壽賀子さん」を放送[109][110]。
  - 4月7日 - 番組主催コンサート『徹子の部屋クラシック2020』を、渋谷・Bunkamuraオーチャードホールにて開催。当初2020年6月17日に予定していたが、新型コロナの影響により、この日に延期となった。
  - 5月19日 - 田村正和（俳優、4月3日没、享年77）の死去を受け、放送予定を変更し「緊急追悼・田村正和さん」を放送[111]。これに伴い、同日予定のLiSA（歌手）ゲストの回は翌週にスライドし24日（+6日）に放送された。
  - 6月5日 - 放送45周年を記念して、ゴールデンタイム2時間特番『徹子の部屋45周年スペシャル さんま&一茂良純ちさ子 土曜の夜もザワつく会!!』（18:56-20:54）を放送、スペシャルゲストとして明石家さんまが5年ぶりに出演した。
  - 6月15日 - 小林亜星（作曲家、5月30日没、享年88）の死去を受け、放送予定を変更し「追悼・小林亜星さん」を放送[112]。これに伴い、同日予定の林家木久扇（落語家）・きく姫（同）ゲストの回は月末30日へ移動（+15日）して放送された。
  - 7月27日 - 東京オリンピック2020「ソフトボール3位決定戦」（12:45 - 15:00）放送のため休止。
  - 8月6日 - 東京オリンピック2020（4:55 - 23:00[注 95]）放送のため休止。
  - 8月20日 - この日のゲストととして角野卓造（俳優）が出演。終盤近くにサプライズとして近藤春菜（ハリセンボン）が登場、共演が実現[113][114]。なお、ハリセンボンは8月30日放送回のゲストとして出演した。
  - 9月3日 - この日、菅義偉（内閣総理大臣、自由民主党総裁）の次期総裁選不出馬の速報が入り、『大下WS（第2部）』を13:30まで拡大放送のため休止。これにより、同日予定の松田美由紀（女優・歌手）ゲストの回は15日へ移動（+12日）して放送された[115]。
  - 9月29日 - この日は自由民主党総裁選挙の関係で『大下WS（第2部）』を15:51まで拡大放送のため時間繰り下げ、15:51 - 16:21の枠で放送[注 96][116]。なお、通例『WS』拡大時は放送休止となることが多いが、放送時間をずらして放送するのは1996年（14時台時代）以降初となった[注 97]。
  - 11月12日 - 瀬戸内寂聴（小説家・僧侶、11月9日没、享年99）の遷化を受け、放送予定を変更し「緊急追悼・瀬戸内寂聴さん」を放送した。
  - 11月26日 - シンガーソングライターであみんメンバーの岡村孝子が初出演。前年急性骨髄性白血病の診断を受け闘病生活を余儀なくされたものの、その期間中も一人娘である最愛の長女[注 98]や日本全国にいる岡村のファンの激励が支えになったこと、2022年9月の復帰コンサートのことを涙ながらに語った[117]。
  - 12月2日 - 二代目中村吉右衛門（歌舞伎俳優、11月28日没、享年77）の死去を受け、放送予定を変更し「追悼・中村吉右衛門さん」を放送した[118]。これに伴い、同日予定の奥田瑛二（俳優）・安藤桃子（映画監督）父娘のゲスト回は翌3日にスライド移動、さらに3日に予定していた小澤征悦（俳優）のゲスト回も翌週にスライドし7日（未公開・徹子の部屋 蔵出し版）へ移動（＋4日）して放送[注 99]。
  - 12月28日 - 年内最終放送日のこの日、タモリが約8年ぶりにゲスト出演[17][18]。

- 2022年
  - 1月31日〜2月4日 - この週は番組開始47周年を迎えるのを記念し「47周年突入ウィーク」を実施。ゲストは1月31日：奈良岡朋子 ・AKIRA（EXILE）、2月1日：上沼恵美子 、2月2日：高橋英樹・近藤正臣 、2月3日：関根勤 ・小堺一機 、2月4日：岸惠子 ・草笛光子が出演した[119]。
  - 2月7日 - 北京オリンピック「フィギュアスケート団体決勝・最終日 女子フリー・アイスダンス フリーダンス・ペア フリー」（9:55 - 13:45）放送のため休止[120]。
  - 3月11日 - 『大下WS（第2部）拡大SP 〜必ず起きる大災害 命を守る備えとは〜』（12:00 - 14:54）放送のため休止[121]。
  - 3月21日 - 宝田明（俳優、3月14日没、享年87）[注 100]の死去を受け、放送予定を変更し「追悼・宝田明さん」を放送[123]。これに伴い、同日予定のヒロシ（お笑いタレント）のゲスト回は6週遅れで5月2日に移動（＋42日）して放送された。
  - 4月4日 - この日のゲストとしてDAIGO（ロックシンガー・タレント・俳優、BREAKERZ）が3年半ぶりに登場[注 101]。後続で放送の新料理番組『DAIGOも台所〜きょうの献立何にする?〜』（朝日放送テレビ制作）が同日より放送開始のため、番宣も兼ねて2番組連続での出演となった。
  - 7月8日 - この日昼前に奈良県奈良市の近鉄大和西大寺駅前で発生した、安倍晋三（元・内閣総理大臣、当時：自由民主党衆議院議員）が選挙応援遊説中に銃撃された事件を受け、『大下WS（第2部）』を15:48まで緊急拡大のため急遽休止。これに伴い、同日予定の廣津留すみれ（ヴァイオリニスト）とその母・真理母娘のゲスト回は1か月遅れで8月5日へ移動（＋28日）して放送した[124]。
  - 8月19日 - 森英恵（ファッションデザイナー、8月11日没、享年96）[注 102]の死去を受け、放送予定を変更し「緊急追悼・森英恵さん」を放送[125]。これに伴い、同日予定のおぼん・こぼん（漫才コンビ）のゲスト回は2週スライドされ9月2日に移動（＋14日）して放送した[注 103]。
  - 9月27日 - 故安倍晋三国葬儀関連報道に伴い、『大下WS（第2部）』を15:48まで拡大放送するため、休止[126]。
- 2023年
  - 3月22日 - 「WBC決勝 日本対アメリカ」において、野球日本代表が優勝したことを受けて、『大下WS（第2部）』を15:48（一部地域は14:50）まで延長したため休止[127][128]。これに伴い、同日に予定していたすみれゲストの回は、3月27日に放送。
  - 6月12日 - この日のゲスト（山本譲二）から3年ぶりにソファと大型テーブルのセットが復活した。
  - 10月17日 - 谷村新司の死去を受け、放送予定を変更して「緊急追悼・谷村新司さん」を放送[129]。これに伴い、同日に予定していた毒蝮三太夫のゲスト回は10月30日に放送した[130][131]。
  - 12月2日 - 映画『窓ぎわのトットちゃん』公開記念!徹子の部屋 特別編として、トットちゃん役の大野りりあなと監督の八鍬新之介が出演し、映画の見どころなどを徹子と語った（特別編のためテレ朝ではレギュラー枠ではなく土曜の11:00 - 11:45に放送。地域により放送日時は異なる）。
- 2024年
  - 1月29日〜2月2日 - この週は番組開始49周年を迎えるのを記念し「49周年突入ウィーク」を実施。ゲストは1月29日：中村メイコ・ジュディ・オング、1月30日：梅沢富美男・研ナオコ、1月31日：中尾ミエ・伊東ゆかり 、2月1日：原辰徳、2月2日：高橋英樹・山本陽子が出演した。
  - 5月3日 - 4月26日に逝去した桂由美を悼み、放送予定を変更して「追悼・桂由美さん」を放送[132]。なお、この番組は元々別の日（未発表）に放送するため逝去する4日前に図らずも収録していたもので、生前最期のテレビ映像となる。これに伴い、同日に予定していた綾小路きみまろのゲスト回は同月6日に放送した。
  - 5月23日 - 5月16日に逝去した中尾彬を悼み、放送予定を変更して「追悼・中尾彬さん」を放送。これに伴い、同日に予定していた松平健のゲスト回は同月24日に放送した。5月24日に予定していた久保純子のゲスト回は6月14日に放送された。
  - 7月23日 - ゲストのAdoが、番組史上初のリモートで出演した[133]。
  - 9月27日 - 2024年自由民主党総裁選挙に伴い、『大下容子ワイド!スクランブル 自民党総裁決定SP』放送のため、休止[134]。
  - 10月18日 - 10月17日に逝去した西田敏行を悼み、放送予定を変更して「追悼・西田敏行さん」を放送。これに伴い、同日に予定していた木村カエラのゲスト回は同月21日に放送した。
  - 11月6日 - 2024年アメリカ合衆国大統領選挙に伴い、『大下容子ワイド!スクランブル アメリカ大統領選挙開票速報SP』を放送したため、休止[135]。
- 2025年
  - 5月5日～5月6日 - 大阪府の「2025年日本国際博覧会」（2025大阪・関西万博）EXPOホールにて、関西地方では初めてとなる公開収録（4月24日）を実施した様子を放送[136][137]。ゲストは5日は桂文枝[137]、6日はコシノヒロコ、コシノジュンコ、コシノミチコ[138]がそれぞれ出演した。
  - 6月4日～6月5日 - 6月3日に逝去した長嶋茂雄を悼み、放送予定を急遽変更して「追悼・長嶋茂雄さん」を異例の2日間放送。これにより4日に予定していた前橋汀子（ヴァイオリニスト）ゲストの回を6日に、5日に予定していた浅田美代子（女優・歌手）ゲストの回は9日に、6日に予定していたナイツ（漫才コンビ）ゲストの回は7月4日にそれぞれ放送した[139]
  - 6月27日 - LE SSERAFIMが初出演したが、メンバーのHUH YUNJINが腰の治療のため欠席し、残りのメンバー4人が出演[140]。また、TELASAで「徹子の部屋 LE SSERAFIM完全版」が配信されている。
  - 7月30日 - カムチャツカ半島地震発生に伴う津波警報発令を受けて、『大下容子ワイド!スクランブル』を拡大放送したため、休止[141]。これに伴い、同日に予定されていた村井國夫と音無美紀子のゲスト回は8月12日に放送した[142]。

## 特別企画
『徹子の部屋』では、様々な特別企画が行われることもある。以下をはじめとして、複数の日程（1週間など）に亘って特別回を開催することがある（「○周年記念」など）。また、週通しでテーマ別ゲストに限定した「○○ウィーク」なる特別企画を行うこともしばしばある。
なお、黒柳とゲストが過去のVTRを観賞しながらトークする回の場合、セットのテーブルに放送回を収録したVHSビデオテープが山積みされていることがある。

### 年末総集編
毎年12月に2回程度で年末恒例の総集編を放送する。2014年以降は最終2日間（2018年は4日間）に亘って放送されていたが、2019年以降は通常ゲストの回や追悼特集の間に入る形で、最終放送日の前までに放送されている。
2014年から2016年までは『The Best of 徹子の部屋』のタイトルで放送されていた。また、2020年は12月16日、22日の2回「2020傑作選」と題して放送された。

### 終戦特集
毎年8月中旬には『終戦特集』として太平洋戦争（第二次世界大戦）にまつわるトークを行う。これは終戦記念日（8月15日）及び、同日の前後数日間に編成される。なお、年度によっては行われない場合もある。

### 追悼特集
毎年7月と12月にはその半期（12月は年度により1年間の場合もある）に訃報があった過去の出演者を2〜3日間の総集編で送る追悼特集がある。
黒柳と親しく、番組へも複数回出演している著名人の場合、その人のみの追悼編として放送されることもある。
「緊急追悼」と称し、当初の放送予定を変更して訃報から数日以内に放送されることもあり、その場合は黒柳の単独進行、あるいは黒柳の出演も無く過去の出演回を編集した総集編や特定の回の再放送で番組が進められる。
また、訃報から間がある場合は故人に縁の深い人がゲストで出演し思い出話を語ることもある。
黒柳は追悼特集をすることについて「直前の姿ではなく、元気いっぱいで喋ってらっしゃる姿を心に留めてほしい。それもテレビの役割です」と語っている。
ただし、諸事情により、追悼特集が組まれないゲスト出演者も少なくない。
テレビ朝日のニュースや情報番組で有名人の訃報が伝えられる際には、故人が当番組に出演した際の映像が使用されることが多い。
| 追悼特集の放送リスト          | 追悼特集の放送リスト  | 追悼特集の放送リスト                      | 追悼特集の放送リスト            | 追悼特集の放送リスト                      | 追悼特集の放送リスト                                                        | 追悼特集の放送リスト |
| 放送日                        | 物故者                | 物故日                                    | ゲスト                          | 当初の放送予定回                          | 代替放送日                                                                  | 備考 |
| ----------------------------- | --------------------- | ----------------------------------------- | ------------------------------- | ----------------------------------------- | --------------------------------------------------------------------------- | --- |
| 1978年1月31日                 | 小林生代子            | 1977年12月                                |                                 |                                           |                                                                             | 五代目柳家小さんの妻。 |
| 1985年8月29日                 | 坂本九                | 1985年8月12日                             | ジェリー藤尾                    | 村野武範                                  | 9月11日（未公開・徹子の部屋 蔵出し版）                                      | |
| 1985年11月14日                | 川上宗薫              | 1985年10月13日                            | 村松友視                        |                                           |                                                                             | [ 145 ] |
| 1985年12月3日                 | 物集高量              | 1985年10月25日                            |                                 |                                           |                                                                             | [ 145 ] |
| 1992年7月2日                  | 中村八大              | 1992年6月10日                             | 永六輔                          |                                           |                                                                             | |
| 1993年9月13日                 | ハナ肇                | 1993年9月10日                             |                                 |                                           |                                                                             | 1993年7月27日収録。説明のために冒頭部分のみ生放送の形で黒柳が出演。                                                                                         |
| 1994年5月6日                  | 安井かずみ            | 1994年3月17日                             | 加藤和彦                        |                                           |                                                                             | |
| 1996年7月29日                 | フランキー堺          | 1996年6月10日                             | 小沢昭一                        |                                           |                                                                             | |
| 1996年12月5日                 | 沢村貞子              | 1996年8月16日                             |                                 |                                           |                                                                             | |
| 1997年5月2日                  | 杉村春子              | 1997年4月4日                              | 北村和夫                        |                                           |                                                                             | |
| 1997年12月18日                | 複数名                |                                           | 小沢昭一                        |                                           |                                                                             | |
| 1998年3月20日                 | 三船敏郎              | 1997年12月24日                            | 三橋達也                        |                                           |                                                                             | |
| 1998年11月16日                | 淀川長治              | 1998年11月11日                            |                                 |                                           |                                                                             | |
| 1999年2月26日                 | ジャイアント馬場      | 1999年1月31日                             | 馬場元子                        |                                           |                                                                             | |
| 1999年3月5日                  | 山岡久乃              | 1999年2月15日                             | 池内淳子                        |                                           |                                                                             | |
| 1999年6月22日                 | 由利徹                | 1999年5月20日                             | 赤塚不二夫                      |                                           |                                                                             | |
| 2000年11月21日                | ミヤコ蝶々            | 2000年10月12日                            |                                 |                                           |                                                                             | |
| 2001年5月1日                  | 新珠三千代            | 2001年3月17日                             | 柏木由紀子                      |                                           |                                                                             | [ 146 ] |
| 2001年5月25日                 | 三波春夫              | 2001年4月14日                             | 永六輔                          |                                           |                                                                             | [ 146 ] |
| 2002年6月12日                 | 5代柳家小さん         | 2002年5月16日                             | 柳家小三治                      |                                           |                                                                             | [ 147 ] |
| 2002年12月26日                | 高円宮憲仁親王        | 2002年11月21日                            | 久子妃                          |                                           |                                                                             | |
| 2003年7月31日                 | 名古屋章              | 2003年6月24日                             |                                 |                                           |                                                                             | [ 148 ] |
| 2004年1月22日                 | 小林千登勢            | 2003年11月26日                            | 山本耕一                        |                                           |                                                                             | [ 149 ] |
| 2005年11月30日                | 本田美奈子.           | 2005年11月6日                             |                                 |                                           |                                                                             | |
| 2006年3月20日                 | いかりや長介          | 2004年3月20日                             | 碇矢浩一                        |                                           |                                                                             | いかりやの三回忌に因み、息子が出演。 |
| 2006年10月16日 2006年10月17日 | 丹波哲郎              | 2006年9月24日                             |                                 |                                           |                                                                             | |
| 2007年4月6日                  | 植木等                | 2007年3月27日                             |                                 |                                           |                                                                             | [ 151 ] |
| 2007年11月8日                 | 木原光知子            | 2007年10月18日                            | 中尾ミエ                        |                                           |                                                                             | [ 151 ] |
| 2008年10月8日                 | 緒形拳                | 2008年10月5日                             |                                 |                                           |                                                                             | [ 152 ] |
| 2009年10月23日                | 南田洋子              | 2009年10月21日                            |                                 | 元木大介                                  | 11月5日（未公開・徹子の部屋 蔵出し版）                                      | [ 153 ] |
| 2009年11月12日                | 森繁久彌              | 2009年11月10日                            |                                 | 杉本哲太                                  | 11月18日（未公開・徹子の部屋 蔵出し版）                                     | [ 53 ] |
| 2010年2月19日                 | 藤田まこと            | 2010年2月17日                             |                                 | 半田健人                                  | 2月23日（未公開・徹子の部屋 蔵出し版）                                      | 2009年6月26日放送分を再放送。 |
| 2011年11月28日                | 杉浦直樹              | 2011年9月21日                             | 山田太一                        |                                           |                                                                             | |
| 2012年2月7日 2012年2月8日     | 複数名                |                                           |                                 |                                           |                                                                             | |
| 2012年7月4日                  | 地井武男              | 2012年6月29日                             |                                 |                                           |                                                                             | |
| 2012年8月9日                  | 山田五十鈴            | 2012年7月9日                              |                                 |                                           |                                                                             | |
| 2012年11月15日                | 森光子                | 2012年11月10日                            |                                 | 長谷川きよし                              | 12月3日（未公開・徹子の部屋 蔵出し版）                                      | |
| 2012年11月23日                | 大滝秀治              | 2012年10月2日                             | 奈良岡朋子                      |                                           |                                                                             | |
| 2012年11月30日                | 桑名正博              | 2012年10月26日                            | 美勇士                          |                                           |                                                                             | |
| 2012年12月17日                | 小沢昭一              | 2012年12月10日                            |                                 |                                           |                                                                             | |
| 2014年1月14日                 | 淡路恵子              | 2014年1月11日                             |                                 | 浅香光代                                  | 2月14日（未公開・徹子の部屋 蔵出し版）                                      | |
| 2014年11月19日                | 高倉健                | 2014年11月10日                            |                                 | 相葉雅紀                                  | 11月24日（未公開・徹子の部屋 蔵出し版）                                     | |
| 2014年12月2日                 | 菅原文太              | 2014年11月28日                            |                                 | 一青窈                                    | 12月16日（未公開・徹子の部屋 蔵出し版）                                     | [ 155 ] |
| 2015年2月24日                 | 十代目坂東三津五郎    | 2015年2月21日                             |                                 | 島田洋七                                  | 3月2日（未公開・徹子の部屋 蔵出し版）                                       | [ 156 ] |
| 2015年9月25日                 | 川島なお美            | 2015年9月24日                             |                                 | 新垣隆                                    | 10月5日（未公開・徹子の部屋 蔵出し版）                                      | 2014年11月17日放送分を再放送。 |
| 2015年10月8日                 | 柳生真吾              | 2015年5月2日                              | 柳生博                          |                                           |                                                                             | |
| 2016年7月12日                 | 永六輔                | 2016年7月7日                              |                                 | 秋川リサ                                  | 8月31日（未公開・徹子の部屋 蔵出し版）                                      | [ 158 ] [ 159 ] [ 160 ] |
| 2016年7月20日                 | 大橋巨泉              | 2016年7月12日                             |                                 | 福澤朗                                    | 7月26日（未公開・徹子の部屋 蔵出し版）                                      | 2月4日放送分（永六輔とともに出演）を再放送。 |
| 2017年3月16日                 | 渡瀬恒彦              | 2017年3月14日                             |                                 | 宮川大助・花子                            | 4月18日（未公開・徹子の部屋 蔵出し版）                                      | 2014年7月9日放送分を再放送。 |
| 2017年5月9日                  | ペギー葉山            | 2017年4月12日                             | 秋満義孝                        |                                           |                                                                             | [ 162 ] |
| 2017年6月16日                 | 野際陽子              | 2017年6月15日                             |                                 | コロッケ                                  | 6月19日（未公開・徹子の部屋 蔵出し版）                                      | [ 163 ] |
| 2018年2月22日                 | 大杉漣                | 2018年2月21日                             |                                 | 徹子の部屋コンサート2018③                 | 3月22日（未公開・徹子の部屋 蔵出し版）                                      | BS朝日でも2月24日13:30 - 14:00の枠で放送。 |
| 2018年3月20日                 | 野村沙知代            | 2017年12月8日                             | 野村克也                        |                                           |                                                                             | |
| 2018年5月18日                 | 西城秀樹              | 2018年5月16日                             |                                 | 高橋英樹&松原智恵子                       | 5月23日（未公開・徹子の部屋 蔵出し版）                                      | 翌5月19日（土曜日）BS朝日でも放送。 |
| 2018年5月21日                 | 星由里子              | 2018年5月16日                             |                                 | 曽野綾子                                  | 5月28日（未公開・徹子の部屋 蔵出し版）                                      | 西城に続き2放送日連続の追悼特集差し替え。 |
| 2018年6月7日                  | 朝丘雪路              | 2018年4月27日                             | 津川雅彦                        |                                           |                                                                             | 津川はこの回が最後の番組出演となった。 |
| 2018年7月3日                  | 桂歌丸                | 2018年7月2日                              |                                 | 上半期追悼特集・1日目                     | 7月4日（未公開・徹子の部屋 蔵出し版）                                       | BS朝日でも7月7日12:30 - 13:00の枠で放送。 「上半期追悼特集」は4〜6日へ順延となるも、 「第3日」（未公開・徹子の部屋 蔵出し版）は5→6→23日と二重移動となった。 |
| 2018年8月9日                  | 津川雅彦              | 2018年8月4日                              |                                 | 藤田弓子                                  | 9月18日（未公開・徹子の部屋 蔵出し版）                                      | [ 168 ] |
| 2018年9月18日                 | 樹木希林              | 2018年9月15日                             |                                 | 藤田弓子                                  | 10月4日（未公開・徹子の部屋 蔵出し版）                                      | [ 169 ] [ 注 125 ] |
| 2018年10月5日                 | 加藤剛                | 2018年6月18日                             | 加藤頼 土田早苗                 |                                           |                                                                             | 加藤頼は前年12月19日に父・剛と共演しており、 奇しくもこれが剛の最後の出演となった。                                                                         |
| 2018年11月30日                | 赤木春恵              | 2018年11月29日                            |                                 | 山崎洋子                                  | 2019年2月5日（未公開・徹子の部屋 蔵出し版）                                 | [ 89 ] |
| 2018年12月4日                 | 西城秀樹              | 2018年5月16日                             | 木本美紀                        |                                           |                                                                             | |
| 2019年1月14日                 | 市原悦子              | 2019年1月12日                             |                                 | 前川清&侑那                               | 1月15日（未公開・徹子の部屋 蔵出し版）                                      | |
| 2019年3月11日                 | 赤木春恵              | 2018年11月29日                            | 大空眞弓 野杁泉                 |                                           |                                                                             | |
| 2019年3月18日                 | 内田裕也              | 2019年3月17日                             |                                 | 前川泰之&政井マヤ                         | 4月25日（未公開・徹子の部屋 蔵出し版）                                      | [ 90 ] |
| 2019年7月1日                  | 高島忠夫              | 2019年6月26日                             |                                 | 岩下志麻                                  | 7月29日（未公開・徹子の部屋 蔵出し版）                                      | [ 170 ] [ 注 132 ] |
| 2019年10月29日                | 八千草薫              | 2019年10月24日                            |                                 | 真矢ミキ                                  | 11月7日（未公開・徹子の部屋 蔵出し版）                                      | [ 171 ] |
| 2019年12月13日                | 梅宮辰夫              | 2019年12月12日                            |                                 | 下半期追悼特集・1日目                     | 12月16日（未公開・徹子の部屋 蔵出し版）                                     | 恒例の「下半期追悼特集」は16〜17日にスライド移動。 |
| 2020年1月22日                 | 宍戸錠                | 2020年1月21日                             |                                 | 結城美栄子&結城アンナ                     | 2月17日（未公開・徹子の部屋 蔵出し版）                                      | [ 97 ] |
| 2020年2月12日                 | 野村克也              | 2020年2月11日                             | （野村克也） 野村克則           | 中野良子                                  | 3月2日（未公開・徹子の部屋 蔵出し版）                                       | 野村本人最後の出演回であり、三男・克則と共演した。 （1月20日収録、克則は初出演） BS朝日でも2月15日に放送。                                                  |
| 2020年4月24日                 | 岡江久美子            | 2020年4月23日                             |                                 | 「傑作選!ライバル〜美と若さ〜」           | 5月28日（未公開・徹子の部屋 蔵出し版）                                      | [ 102 ] |
| 2020年8月16日                 | 渡哲也                | 2020年8月10日                             | ―                               | ―                                         | ―                                                                           | ※レギュラー放送枠外 13:55 - 15:20（『サンデープレゼント』、関東ローカル）                                                                                   |
| 2020年12月15日                | 浅香光代              | 2020年12月13日                            |                                 | 2020年傑作選①                             | 12月16日（未公開・徹子の部屋 蔵出し版）                                     | [ 107 ] |
| 2021年1月20日                 | なかにし礼            | 2020年12月23日                            | （遺影のみ）                    |                                           |                                                                             | |
| 2021年2月11日                 | 四代目坂田藤十郎      | 2020年11月12日                            | 扇千景                          |                                           |                                                                             | |
| 2021年4月6日                  | 橋田壽賀子            | 2021年4月4日                              |                                 | 瑛人                                      | 5月7日（未公開・徹子の部屋 蔵出し版）                                       | [ 109 ] [ 110 ] |
| 2021年5月19日                 | 田村正和              | 2021年4月3日                              |                                 | LiSA                                      | 5月24日（未公開・徹子の部屋 蔵出し版）                                      | [ 111 ] |
| 2021年6月15日                 | 小林亜星              | 2021年5月30日                             |                                 | 林家木久扇&林家きく姫                     | 6月30日（未公開・徹子の部屋 蔵出し版）                                      | [ 112 ] |
| 2021年11月12日                | 瀬戸内寂聴            | 2021年11月9日                             |                                 | 「人気司会者の名場面&迷場面」             | 2022年2月14日（未公開・徹子の部屋 蔵出し版）                                | |
| 2021年11月29日                | 四代目坂田藤十郎      | 2020年11月12日                            | 四代目中村鴈治郎 三代目中村扇雀 |                                           |                                                                             | |
| 2021年12月2日                 | 二代目中村吉右衛門    | 2021年11月28日                            |                                 | 奥田瑛二&安藤桃子                         | 12月3日（未公開・徹子の部屋 蔵出し版）                                      | [ 118 ] |
| 2022年3月21日                 | 宝田明                | 2022年3月14日                             |                                 | ヒロシ                                    | 5月2日（未公開・徹子の部屋 蔵出し版）                                       | [ 123 ] |
| 2022年4月25日                 | 李麗仙                | 2021年6月22日                             | 大鶴義丹                        |                                           |                                                                             | |
| 2022年5月16日                 | 瀬戸内寂聴            | 2021年11月9日                             | 瀬尾まなほ                      |                                           |                                                                             | [ 172 ] |
| 2022年6月16日                 | 赤塚不二夫 井上ひさし | 2008年8月2日（赤塚） 2010年4月9日（井上） | 赤塚りえ子 井上麻矢             |                                           |                                                                             | |
| 2022年6月27日                 | 美空ひばり            | 1989年6月24日                             | 加藤和也 関口範子               |                                           |                                                                             | 美空ひばりの生誕85周年（没後33年）にちなむ。 |
| 2022年8月19日                 | 森英恵                | 2022年8月11日                             |                                 | おぼん・こぼん                            | 9月2日（未公開・徹子の部屋 蔵出し版）                                       | [ 125 ] |
| 2022年12月5日                 | 渡辺徹                | 2022年11月28日                            |                                 | 2022年傑作選①                             | 12月9日（未公開・徹子の部屋 蔵出し版）                                      | |
| 2023年1月24日                 | 三遊亭圓楽            | 2022年9月30日                             | 三遊亭好楽                      |                                           |                                                                             | |
| 2023年7月31日                 | 奈良岡朋子            | 2023年3月23日                             | 日色ともゑ                      |                                           |                                                                             | |
| 2023年10月17日                | 谷村新司              | 2023年10月8日                             |                                 | 毒蝮三太夫                                | 10月30日（未公開・徹子の部屋 蔵出し版）                                     | |
| 2023年12月1日                 | 複数名                |                                           |                                 |                                           |                                                                             | |
| 2024年1月9日                  | 中村メイコ            | 2023年12月31日                            |                                 | ウェイウェイ・ウー                        | 1月17日（未公開・徹子の部屋 蔵出し版）                                      | 2023年12月25日にジュディ・オングとの共演回を収録しており、2024年1月29日にレギュラー放送された。                                                             |
| 2024年1月10日                 | 八代亜紀              | 2023年12月30日                            |                                 | キャシー中島                              | 1月11日（未公開・徹子の部屋 蔵出し版）                                      | 中村メイコに続き2放送日連続の追悼特集差し替え。 |
| 2024年2月23日                 | 山本陽子              | 2024年2月20日                             |                                 | 小柳ルミ子                                | 3月19日（未公開・徹子の部屋 蔵出し版）                                      | |
| 2024年5月3日                  | 桂由美                | 2024年4月26日                             | (桂由美)                        | 綾小路きみまろ                            | 5月6日（未公開・徹子の部屋 蔵出し版）                                       | (4月22日収録) |
| 2024年5月23日                 | 中尾彬                | 2024年5月16日                             |                                 | 松平健                                    | 5月24日（未公開・徹子の部屋 蔵出し版）                                      | [ 注 151 ] |
| 2024年10月18日                | 西田敏行              | 2024年10月17日                            |                                 | 木村カエラ                                | 10月21日（未公開・徹子の部屋 蔵出し版）                                     | |
| 2025年6月4日 2025年6月5日     | 長嶋茂雄              | 2025年6月3日                              |                                 | 前橋汀子（4日予定） 浅田美代子（5日予定） | 6月6日（未公開・徹子の部屋 蔵出し版） 6月9日（未公開・徹子の部屋 蔵出し版） | 個人の追悼特集が2日連続で組まれるのは2006年の丹波哲郎以来。                                                                                                 |

### ユニセフ特集
黒柳がユニセフ親善大使に就任した1984年度から、正午枠移動の前年となる2013年度までは、不定期で黒柳のユニセフ親善大使としての活動の様子を特集して放送する回があった（活動は現在も継続）。なお、枠移動後の2014年度以降は「ユニセフ特集」の回は放送されていないが、ゲストが出演する通常の放送回で紹介することがある。

### 秘蔵ライブラリー
放送35年目を迎えた2010年2月から2011年1月まで、約6回に亘り、過去に放送された著名人とのトークの映像をVTRにまとめて特別企画として放送した（名前の五十音順で構成）。6回とも、スタジオゲストは大竹まこと。
- 第1回（2010年2月4日） - 嵐寛寿郎、淡谷のり子、新珠三千代、赤塚不二夫、市川房枝、岩下志麻、植村直己、植木等
- 第2回（2010年2月5日） - 宇野千代、宇野重吉、大川橋蔵、浦辺粂子、王貞治、大屋政子、岡本太郎、岡田嘉子、開高健
- 第3回（2010年6月24日） - 衣笠貞之助、きんさんぎんさん、越路吹雪、沢村貞子、柴田錬三郎、杉村春子、ジャイアント馬場、太宰久雄
- 第4回（2010年6月25日） - 太地喜和子、丹波哲郎、千秋実、鶴田浩二、寺山修司、西村晃、ハナ肇、初代林家三平
- 第5回（2011年1月17日） - 長谷川一夫、伴淳三郎、東山千栄子、松本清張、フランキー堺、益田喜頓、升田幸三、三木のり平、ミヤコ蝶々
- 第6回（2011年1月18日） - 三船敏郎、山岡久乃、淀川長治、笠智衆、若山富三郎、山村聰、由利徹、萬屋錦之介

放送したVTRのうち一部は後述する『昭和の大スター名場面スペシャル』でも放送された。

### 夏休みスペシャル
2014年と2015年、8月の上旬および中旬に「夏休みスペシャル」として放送された。
- 2014年は8月11日から15日までの1週間、12:00 - 12:44の拡大版（『ワイド!スクランブル・第2部』は12:44 - 13:45に40分後拡大、『上沼恵美子のおしゃべりクッキング』は13:45 - 14:00に臨時枠移動・拡大、以降の番組も放送時間を繰り下げ[注 154] して放送された。なお前半3日間は『テレビ朝日・六本木ヒルズ 夏祭り SUMMER STATION』会場のテレビ朝日本社1階アトリウムにて公開収録を行った。
  - 8月11日(月):中村玉緒
  - 8月12日(火):羽鳥慎一・赤江珠緒
  - 8月13日(水):ロンドンブーツ1号2号（田村淳・田村亮）
  - 8月14日(木):澤穂希
  - 8月15日(金):氷川きよし
- 2015年は8月7日(金)、13時まで拡大して放送（『ワイド!スクランブル・第2部』は30分短縮、『上沼〜』は変更なし）。ゲストは中山雅史・生田智子夫妻が出演した。

### 昭和の大スター名場面スペシャル
文字通り「昭和の大スター」をテーマに、過去に放送された著名人とのトークの映像を厳選の上いろは順で構成し、特別企画として放送。第1・2回は放送40周年を記念して2016年の11月、第3・4回は42年目突入の2017年2月、第5・6回は5月、第7〜11回（完結編）は10月にそれぞれ（第6回までは2日間だったが、第7回から本企画最終回となった11回までは1週通しで）放送された。11回ともスタジオゲストは中村メイコ。
- 第1回・第2回（2016年11月1日・2日） - 石原裕次郎→池内淳子→ハナ肇→原ひさ子→西村晃→二谷英明→東野英治郎→中条静夫→笠智衆→若山富三郎→勝新太郎→淀川長治→萬屋錦之介→横井庄一→谷啓→太地喜和子→中村メイコ[174]
- 第3回・第4回（2017年2月6日・7日） - 高峰秀子→高田浩吉→鶴田浩二→夏目雅子→村田英雄→浦辺粂子→上原謙→岡田嘉子→大屋政子→山田五十鈴→松本清張→松田優作→藤島利彰→藤田まこと→藤圭子→藤間紫→小森和子→児玉清→江戸家猫八
- 第5回・第6回（2017年5月22日・23日） - テレサ・テン→ディック・ミネ→淡島千景→東八郎→嵐寛寿郎→淡谷のり子→青島幸男→新珠三千代→赤塚不二夫→芦屋雁之助→青江三奈→芦田伸介→荒井注→沢村貞子→坂上二郎
- 第7回〜第11回（2017年10月23日 - 27日） - 清川虹子→岸田今日子→岸洋子→京塚昌子→由利徹→三國連太郎→ミヤコ蝶々→三船敏郎→水の江瀧子→三橋美智也→三崎千恵子→三木のり平→三波春夫→宮尾すすむ→南田洋子→三橋達也→宮尾登美子→ジャイアント馬場→塩沢とき→左幸子→東山千栄子→森繁久彌[注 155]→森光子→杉浦直樹[注 156]→菅原文太→杉村春子

### ○○ウィーク
週通しでテーマを絞り、そのテーマに合ったゲストを連日迎えてトークを行う。ここで挙げる一例の他にも、これまでに様々なテーマの週が行われている。
- 「夫婦ウィーク」 - テーマは夫婦で、有名人の夫婦が週通しで連日出演する。2016年10月以降、不定期で行われている[注 157]。
- 「家族ウィーク」 - テーマは家族で、有名人の家族が週通しで連日出演する。夫婦、親子、兄弟、親戚など多種多様な家族ゲストが登場する。2017年5月以降、不定期で行われている。

### いまも輝くスター名鑑
放送43年目を迎えた2018年より不定期で行われている特別企画で、現在も活躍している著名人の若き日の姿にスポットを当て、出演当時の映像を見ながらトークをする。スタジオゲストは近藤正臣。（×は現在故人）
- 第1回（2018年6月20日） - 八千草薫×→チェリッシュ→都はるみ→瀬戸内晴美（後の瀬戸内寂聴）×→久我美子→ロザンナ→北島三郎の順に紹介した。
- 第2回（2018年11月7日） - 篠ひろ子→武田鉄矢→6代目市川染五郎（現・2代目松本白鸚）→栗原小巻→7代目尾上菊五郎→三浦友和→香川京子→前川清の順。
- 第3回（2019年7月18日） - この回は1970年代の放送分にスポットを当てて紹介。岩崎宏美→里見浩太朗→木の実ナナ→2代目中村吉右衛門×→研ナオコ→デヴィ・スカルノ→森山良子→坂本スミ子×の順。

### プレイバック徹子の部屋
放送回数11000回を突破した2018年11月に行われた。過去の放送からアットランダムに選んだ年・月に登場したゲスト数名のトークをダイジェスト放送する。スタジオゲストは特に出演せず、黒柳の進行のみでおくる。なお、この2回のみでその後は現在まで行われていない。
- 第1回（2018年11月26日）- 1979年11月
- 第2回（2018年11月27日）- 1980年11月

### 傑作選シリーズ (2020年4月 - )
正午枠から13時枠に再々移動した2020年4月より、放送45年目突入を記念して、これまでの放送の中からテーマ別にまとめた傑作選を放送。
| 2020年 | 4月9日   | 旬の人気者                         | 滝沢カレン、みやぞん（ANZEN漫才）、Matt |                                                                                               |
| 2020年 | 4月10日  | 大人気子役は今…                    | 鈴木福、芦田愛菜、寺田心、本田望結 |                                                                                               |
| 2020年 | 4月13日  | 実力派イケメン                     | 佐藤健、松坂桃李、菅田将暉 |                                                                                               |
| 2020年 | 4月16日  | 年の差夫婦・Part1                  | Mr.シャチホコ&みはる、笹野高史夫妻、熊谷真実夫妻                                                                                                   |                                                                                               |
| 2020年 | 4月17日  | 年の差夫婦・Part2                  | ラサール石井夫妻、内海桂子&マネージャー、中尾彬&池波志乃                                                                                           |                                                                                               |
| 2020年 | 4月21日  | 仲良し!元夫婦                      | 佐川満男&伊東ゆかり、マイク眞木&前田美波里、布川敏和&つちやかおり                                                                                  |                                                                                               |
| 2020年 | 4月23日  | 愉快な大女優                       | 寿美花代、有馬稲子、浜木綿子 |                                                                                               |
| 2020年 | 4月27日  | 意外な友人                         | 浅丘ルリ子&小堺一機、笹野高史&佐藤B作、岸惠子&草笛光子                                                                                             |                                                                                               |
| 2020年 | 4月30日  | 毒舌キャラ・初登場編               | 綾小路きみまろ、高嶋ちさ子、神田松之丞（現：6代目神田伯山）                                                                                        |                                                                                               |
| 2020年 | 5月4日   | 渡辺謙スペシャル                   | 渡辺謙 | 『出張!徹子の部屋パート7』のVTRを再構成。                                                     |
| 2020年 | 5月5日   | 歌舞伎界のプリンス                 | 六代目中村勘九郎&二代目中村七之助、十代目松本幸四郎、五代目尾上菊之助                                                                              | [ 103 ]                                                                                       |
| 2020年 | 5月6日   | 個性激突トリオ                     | 松竹梅（松岡昌宏&大竹まこと&梅沢富美男） 平清森（平野レミ&清水ミチコ&森山良子） 加山雄三&泉ピン子&和田アキ子                                       | [ 103 ]                                                                                       |
| 2020年 | 5月11日  | 発見!意外な友人①                   | 津川雅彦×&岩下志麻、橋田壽賀子&泉ピン子、大竹まこと&風間杜夫                                                                                       | 橋田&泉の映像は2021年4月6日の橋田追悼回でも放送。                                             |
| 2020年 | 5月13日  | 輝く二世                           | 石原良純&長嶋一茂、小泉孝太郎 |                                                                                               |
| 2020年 | 5月15日  | お宅拝見                           | 五月みどり、峰竜太、冨士眞奈美、丘みつ子 |                                                                                               |
| 2020年 | 5月20日  | おウチで健康づくり                 | 美木良介&寺田奈菜子、賀来千香子、森光子×、小林弘幸&暁子夫妻、山本リンダ、菊池和子、尾木直樹                                                        |                                                                                               |
| 2020年 | 5月21日  | ラブラブ夫婦                       | 小田井涼平（純烈）&LiLiCo、二代 林家三平&国分佐智子、アンミカ&セオドール・ミラー                                                                   |                                                                                               |
| 2020年 | 5月22日  | 家族                               | 森英恵&パメラ&泉&星、四代目坂田藤十郎&扇千景&中村壱太郎 柏木由紀子&大島花子&舞坂ゆき子                                                             |                                                                                               |
| 2020年 | 5月25日  | こだわりの暮らし拝見               | 山本陽子、藤岡弘、、桂菊丸&泉♥アキ、柳生博 |                                                                                               |
| 2020年 | 5月27日  | 人気コンビ芸人・初登場編①          | 爆笑問題（太田光・田中裕二）、サンドウィッチマン（伊達みきお・富澤たけし）、博多華丸・大吉                                                         |                                                                                               |
| 2020年 | 5月28日  | ライバル〜美と若さ〜               | 野際陽子×&山本陽子、舟木一夫&西郷輝彦&三田明、中村玉緒&五月みどり                                                                                  | 当初4月24日放送予定が1か月移動。                                                              |
| 2020年 | 5月29日  | 名優たちの"輝く若さ"①              | 武田鉄矢、西田敏行、佐藤浩市 |                                                                                               |
| 2020年 | 6月1日   | 球界のオモシロ夫婦                 | 落合博満&信子、石井一久&木佐彩子、田淵幸一&八田有加                                                                                                | 収録休止の影響により、この週はついに全曜日が傑作選となった。                                  |
| 2020年 | 6月2日   | 猛烈!徹子のチャレンジ              | 聖飢魔II、森繁久彌×、ゴールデンボンバー、マギー司郎&審司、小沢昭一×、中村中                                                                        | 収録休止の影響により、この週はついに全曜日が傑作選となった。                                  |
| 2020年 | 6月3日   | 発見!意外な友人②                   | 檀ふみ&名取裕子、松島トモ子&吉永みち子、武田鉄矢&コロッケ                                                                                          | 収録休止の影響により、この週はついに全曜日が傑作選となった。                                  |
| 2020年 | 6月4日   | 名優たちの"輝く若さ"②              | 三浦友和、梅沢富美男、草刈正雄、阿部寛 | 収録休止の影響により、この週はついに全曜日が傑作選となった。                                  |
| 2020年 | 6月5日   | 家族の絆・きょうだい編             | 真野響子&眞野あずさ、安田祥子&由紀さおり、神田うの&神田伸一郎（ハマカーン）、柳沢慎吾&姉                                                           | 収録休止の影響により、この週はついに全曜日が傑作選となった。                                  |
| 2020年 | 6月8日   | お見事!意外な趣味                  | 中村吉右衛門、中田喜子、山本耕史、児玉清×、安田成美                                                                                                |                                                                                               |
| 2020年 | 6月9日   | 発見!意外な友人③                   | 宇津井健×&仲代達矢、山本富士子&小山明子、千昌夫&新沼謙治                                                                                           |                                                                                               |
| 2020年 | 6月10日  | 幸せいっぱい!パパと愛娘①           | 草刈正雄&麻有、大鶴義丹&弥安、吉幾三&寿三美 |                                                                                               |
| 2020年 | 6月11日  | 豪華!意外な顔合わせ                | 高倉健×&吉永小百合、ケイ・アンナ&ロザンナ、伊東四朗&小松政夫、星由里子×&浜美枝                                                                     |                                                                                               |
| 2020年 | 6月15日  | 初登場!鶴瓶&所                     | 笑福亭鶴瓶、所ジョージ |                                                                                               |
| 2020年 | 6月16日  | 幸せいっぱい!パパと愛娘②           | 阿川弘之×&佐和子、関根勤&麻里、前川清&侑那 |                                                                                               |
| 2020年 | 6月18日  | 『BG』コラボSP                     | 斎藤工、菜々緒、間宮祥太朗 | 木曜ドラマ『BG〜身辺警護人〜』（第2シリーズ）放送スタート記念。                               |
| 2020年 | 6月22日  | 超個性派!名場面編                  | デヴィ・スカルノ、片岡鶴太郎、美輪明宏 |                                                                                               |
| 2020年 | 6月24日  | 人生100年!元気の秘訣編             | きんさんぎんさん×、佐藤愛子、鈴木登紀子、瀬戸内寂聴                                                                                                |                                                                                               |
| 2020年 | 6月30日  | 行動派たちの実践編                 | 浅香光代、照英、グッチ裕三、デューク更家 |                                                                                               |
| 2020年 | 7月1日   | 名優たちの"輝く若さ"③              | 渡哲也、高橋英樹、奥田瑛二 |                                                                                               |
| 2020年 | 7月30日  | スター歌手の若かりし姿①            | 大竹しのぶ、野口五郎、南こうせつ | [ 注 172 ]                                                                                    |
| 2020年 | 8月21日  | 人気コンビ芸人・初登場編②          | さまぁ〜ず（大竹一樹・三村マサカズ）、タカアンドトシ、バナナマン（設楽統・日村勇紀）                                                               |                                                                                               |
| 2020年 | 8月28日  | スター歌手の若かりし姿②            | ゴダイゴ、三人娘（伊東ゆかり、中尾ミエ、園まり）、近藤真彦                                                                                         | [ 注 172 ]                                                                                    |
| 2020年 | 9月10日  | 大女優たちの”輝く魅力”             | 吉永小百合、浅丘ルリ子、岡田茉莉子 |                                                                                               |
| 2020年 | 9月23日  | 爆笑!愉快な家族①                   | 北斗晶&佐々木健介夫妻、キムラ緑子&マキノノゾミ夫妻、東ちづる&母親、平泉成&夫人                                                                     |                                                                                               |
| 2020年 | 9月29日  | 大女優の初登場!"輝く若さ"          | 松坂慶子、名取裕子、沢口靖子 |                                                                                               |
| 2020年 | 10月9日  | 大女優たちの"輝く若さ"             | いしだあゆみ、竹下景子、浅野ゆう子 |                                                                                               |
| 2020年 | 10月16日 | 爆笑!愉快な家族②                   | 渡辺徹&榊原郁恵、海老名香葉子&林家たま平、冨士眞奈美&岩崎リズ、志垣太郎&白坂紀子                                                                   |                                                                                               |
| 2020年 | 10月27日 | ものまねスター名場面               | コロッケ（美川憲一と共演）、原口あきまさ、青木隆治、りんごちゃん、Mr.シャチホコ                                                                    |                                                                                               |
| 2020年 | 11月12日 | 人気スター歌手初登場               | 吉幾三、八代亜紀、新沼謙治、ジュディ・オング |                                                                                               |
| 2020年 | 11月25日 | 生誕100年の大スター                | ミヤコ蝶々、山口淑子、森光子、三船敏郎（全員×） | [ 注 174 ]                                                                                    |
| 2020年 | 12月16日 | 2020傑作選                         | 和田アキ子&いしだあゆみ、田中美佐子、ヒロシ、草野仁&徳光和夫、三浦祐太朗 フワちゃん、アリス、Matt、原田美枝子、志尊淳、渡辺直美、岩下志麻&小山明子 |                                                                                               |
| 2020年 | 12月22日 | 2020傑作選                         | 和田アキ子&いしだあゆみ、田中美佐子、ヒロシ、草野仁&徳光和夫、三浦祐太朗 フワちゃん、アリス、Matt、原田美枝子、志尊淳、渡辺直美、岩下志麻&小山明子 |                                                                                               |
| 2021年 | 1月6日   | 石原プロ傑作選                     | 石原裕次郎×、渡哲也×、舘ひろし、神田正輝 | 1月16日の石原プロモーション解散を記念して、 同社に所属した俳優の出演回を特集。                |
| 2021年 | 2月17日  | 東宝カレンダーを 飾った大女優たち① | 司葉子、十朱幸代、星由里子× | [ 注 176 ]                                                                                    |
| 2021年 | 3月16日  | 私が愛した女優たち                 | 野際陽子、池内淳子、沢村貞子（全員×） |                                                                                               |
| 2021年 | 4月13日  | 東宝カレンダーを 飾った大女優たち② | 栗原小巻、大竹しのぶ、三林京子 | [ 注 176 ]                                                                                    |
| 2021年 | 5月13日  | 宝塚から銀幕スターへ               | 八千草薫、淡島千景、月丘夢路（全員×） |                                                                                               |
| 2021年 | 7月21日  | 2021年上半期傑作選                 | 田原俊彦、吉永小百合、サヘル・ローズ、梅沢富美男、太田裕美、竹内涼真、扇千景                                                                       |                                                                                               |
| 2021年 | 8月18日  | 2021年上半期傑作選                 | 浅丘ルリ子&六角精児、戸田恵子、高橋英樹、瀬川瑛子、関口宏、パックン、市村正親                                                                      |                                                                                               |
| 2021年 | 8月31日  | スター自慢の「相棒」               | 五木ひろし、千昌夫、十朱幸代、他 |                                                                                               |
| 2021年 | 9月10日  | 梨園の妻                           | 富司純子、扇千景、堀越希実子、藤間紀子 |                                                                                               |
| 2021年 | 9月29日  | 拝見!名司会者"若さの輝き"          | 小倉智昭、関口宏、みのもんた | 15:51 - 16:21枠で放送。                                                                       |
| 2021年 | 10月20日 | 私の愛する友人たち                 | 坂本九、渥美清、永六輔（全員×） |                                                                                               |
| 2022年 | 1月12日  | おしどり夫婦                       | 加山雄三&松本めぐみ、岩下志麻&篠田正浩、司葉子&相澤英之、 若尾文子&黒川紀章、岡田茉莉子&吉田喜重（相澤、黒川のみ×）                                |                                                                                               |
| 2022年 | 2月14日  | 人気司会者の名場面&迷場面          | 玉置宏、古舘伊知郎、大橋巨泉、小川宏（古舘を除き×）                                                                                                | 当初2022年11月12日放送予定だったのが、 同日は瀬戸内寂聴追悼特集のため延期の上、越年していた。 |
| 2022年 | 3月1日   | スターたちの意外な特技             | 高嶋政伸、武田鉄矢、由美かおる、風間杜夫、大竹一樹（さまぁ〜ず）、山本耕史                                                                         |                                                                                               |
| 2022年 | 4月1日   | 私が愛した俳優たち                 | 丹波哲郎、津川雅彦、緒形拳（全員×） |                                                                                               |
| 2022年 | 4月26日  | スターたちの美と健康の秘訣         | ジャイアント馬場、浅香光代、森光子、榎木孝明（榎木を除き×）                                                                                        |                                                                                               |
| 2022年 | 5月17日  | 人気スター歌手が初登場!            | 和田アキ子、森山良子、美川憲一、坂本冬美 | [ 176 ]                                                                                       |
| 2022年 | 6月7日   | 愉快な女友達!                      | 吉行和子&冨士眞奈美、水谷八重子&波乃久里子、平清森（平野レミ&清水ミチコ&森山良子）                                                                 |                                                                                               |
| 2022年 | 6月29日  | 波瀾万丈!?ママと愛娘               | 中村メイコ&神津はづき、辺見マリ&辺見えみり、松原千明&すみれ                                                                                        |                                                                                               |
| 2022年 | 8月9日   | スターが証言「戦争と私」           | 淡谷のり子×、長谷川一夫×、岸惠子、美輪明宏 | 終戦特集                                                                                      |
| 2022年 | 9月8日   | スポーツのレジェンドたち           | 王貞治、三浦知良、池江璃花子 |                                                                                               |

### その他の特別企画
- 黒柳がゲストになった回
普段は司会としてゲストを持成す側の黒柳だが、黒柳がゲストとなった回も存在する。以下はその例。
  - 1981年4月1日・2日の放送では、番組初の試みとなる特別企画として、一般視聴者が司会として特別参加し、黒柳が視聴者からの質問に答える企画が行われた。なお当時1500通もの応募があったという[28]。
  - さだまさしが出演した回で、さだが黒柳の席に座り、黒柳をゲスト役にして黒柳の素顔を暴露する『まさしの部屋』が数回行われている[77]。同様に2007年2月1日には清水ミチコによる『ミチコの部屋』が行われた。さらに、マツコ・デラックスの回でも『マツコの部屋』[注 182] が行われたことがある[65]。
  - 2010年2月2日放送（ゲスト：次長課長）では、河本準一が黒柳の席に座り、黒柳が相方の井上聡（この日が誕生日）とともにゲスト役を務めた。
  - 2020年2月6日放送（ゲスト：六代 桂文枝&山瀬まみ）[注 183]では『新婚さんいらっしゃい!』（朝日放送テレビ制作）とのコラボレーションで、特別コーナーとして『徹子さんいらっしゃい!』を実施、文枝と山瀬が司会、黒柳がゲスト役をそれぞれ務めた。

## 徹子の部屋コンサート
『徹子の部屋コンサート』（てつこのへやコンサート）は、番組主催によるコンサートで、番組にゆかりのある歌手・アーティストらが一堂に会して行われる。2006年から開始、2019年までで14回を数える。開催時期は12月上旬（年度によっては11月下旬）で、東京と大阪の2会場で行われる。なお、タイトルの頭には『第○回』がつく。
司会はもちろん黒柳が務め、進行役はテレビ朝日男性アナウンサーが担当する（これまでには渡辺宜嗣〈当時〉、寺崎貴司、坪井直樹ら）。コンサートの目標は「終電までに終わる」とのことである。
東京・大阪ともに、一部、出演者が異なる場合がある。
全出演者中、第1回から現在まで毎年出演しているのは南こうせつのみである。また、加山雄三も第1回からの常連出演者であり、2015年（第10回）まで10年連続と、2018年（第13回）の計11回出演した。
2020年（第15回）の公演は、新型コロナウイルス感染拡大の影響により、東京・大阪ともに開催中止となった（2006年の開始以来初、現時点で唯一の中止例）。
放送について
開催の翌年の1月に特集放送されている。ただし、放送予定日に、過去に番組にゲスト出演した著名人の死去に伴う追悼特集への変更や、緊急報道に伴う『大下容子ワイド!スクランブル・第2部』拡大放送などにより、休止・放送延期する場合もある。
2018年（第13回）までは開催の翌年の2月（年度によっては1月）に約3日間にわたって放送されていたが、2019年の第14回からは前年までの3日間連続を廃止。同年は1回にまとめた形として2020年1月21日に放送された。また、2年ぶりの開催となった2021年の第16回は2022年1月18日・21日の2回に分けて放送された。
2017年までは、BS朝日及びテレ朝チャンネル2にて（年度により地上波でも）特別番組として放送することもあった（BS・CSでは完全版で放送されていた）。
| 回（年度）                    | 東京会場                                      | 大阪会場 | 出演者 | 備考 |
| ----------------------------- | --------------------------------------------- | --- | --- | --- |
| 第1回 （2006年度）            | Bunkamura オーチャードホール （渋谷区道玄坂） | | 加山雄三、さだまさし、中尾ミエ、中村紘子、南こうせつ、ほか | |
| 第2回 （2007年度）            | Bunkamura オーチャードホール （渋谷区道玄坂） | 加山雄三、南こうせつ、ほか                                                                                                 | | |
| 第3回 （2008年度）            | 東京国際フォーラム （千代田区有楽町）         | 河村隆一、加藤登紀子、加山雄三、堺正章、三人娘（伊東ゆかり、中尾ミエ、園まり）、南こうせつ                                 | この年から会場を東京国際フォーラムに移行。 | |
| 第4回 （2009年度）            | 東京国際フォーラム （千代田区有楽町）         | 加山雄三、清水ミチコ、スター混声合唱団（山田邦子、林家たい平、コシノジュンコほか多数）、葉加瀬太郎、水谷豊、南こうせつ     | | |
| 第5回 （2010年度）            | 東京国際フォーラム （千代田区有楽町）         | 井上順、加山雄三、近藤真彦、堺正章、三人娘（伊東ゆかり、中尾ミエ、園まり）、高嶋ちさ子と12人のヴァイオリニスト、南こうせつ | | |
| 第6回 （2011年度）            | 東京国際フォーラム （千代田区有楽町）         | ワールド記念ホール （兵庫県神戸市）                                                                                        | 東京：綾戸智恵、加山雄三、三人娘（伊東ゆかり、中尾ミエ、園まり）、仲代達矢、仲代圭吾、行代美都、南こうせつ、森山良子 神戸：加山雄三、クミコ、天童よしみ、仲代達矢、仲代圭吾、行代美都、南こうせつ | 放送35周年を記念して、初めて東京と関西（この年は神戸市）で2回開催された（放送は東京公演のみ）。 2012年1月8日に特番『祝35周年!徹子の部屋コンサート 豪華スター夢の競演SP』が放送された。 |
| 第7回 （2012年度）            | 東京国際フォーラム （千代田区有楽町）         | フェスティバルホール （大阪市北区中之島）                                                                                  | イルカ、欧陽菲菲、加山雄三、THE VIOLIN BROTHERS（葉加瀬太郎・古澤巌）※、南こうせつ、美川憲一※ （※THE VIOLIN BROTHERS、美川は東京のみ出演）                                                        | この年から大阪公演を開始。 |
| 第8回 （2013年度）            | 東京国際フォーラム （千代田区有楽町）         | フェスティバルホール （大阪市北区中之島）                                                                                  | 加藤登紀子、加山雄三、坂本冬美、チェリッシュ、松坂慶子、南こうせつ | [ 178 ] |
| 第9回 （2014年度）            | 東京国際フォーラム （千代田区有楽町）         | フェスティバルホール （大阪市北区中之島）                                                                                  | 加山雄三、ジュディ・オング、南こうせつ、由紀さおり、都はるみ、渡辺徹 | [ 179 ] |
| 第10回 （2015年度）           | 日本武道館 （千代田区北の丸公園）             | フェスティバルホール （大阪市北区中之島）                                                                                  | 近藤真彦、THE King ALL STARS（加山雄三）、さだまさし、南こうせつ、森山良子、和田アキ子 | 10回を記念して、日本武道館で初めて開催された。 |
| 第11回 （2016年度）           | 東京国際フォーラム                            | グランキューブ大阪 （大阪市北区中之島）                                                                                    | 東京：海援隊（武田鉄矢）、坂本冬美、フジコ・ヘミング、ペギー葉山、前川清、南こうせつ 大阪：加藤登紀子、武田鉄矢、ペギー葉山、細川たかし、南こうせつ、宮田大                                       | 東京会場が2年ぶりに東京国際フォーラムに復帰。関西での公演が5周年を迎え、この年のみグランキューブ大阪に移して開催（中之島での開催は5回連続）。 海援隊は大阪は武田のみが出演した。 ペギー葉山は2017年4月12日に死去したため、これが最後の出演となった。 |
| 第12回 （2017年度）           | 東京国際フォーラム                            | フェスティバルホール | 宇崎竜童・阿木燿子、三人娘（伊東ゆかり、中尾ミエ、園まり）、ジャッキー吉川とブルーコメッツ、ビリー・バンバン、南こうせつ、八代亜紀                                                                | 大阪会場が2年ぶりにフェスティバルホールに戻る（中之島では6回連続開催）。 当初2018年2月20日〜22日の3日間予定で放送していたが、21日の大杉漣死去を受け、最終日を放送予定だった22日が大杉の追悼特集に変更した関係上、最終日（宇崎・阿木、八代）は1か月遅れて3月22日に放送された。 |
| 第13回 （2018年度）           | 東京国際フォーラム                            | フェスティバルホール | 加山雄三、クミコ、鈴木雅之※、氷川きよし、南こうせつ、八神純子、山本リンダ （※鈴木は東京のみ出演）                                                                                                 | 加山が第10回以来3年ぶりに出演（この回が事実上最後の出演となった）。 2019年2月26日〜28日に3日間予定で放送されていたものの、最終日（氷川・八神、加山）は28日の本番組放送時間帯に『ワイド!スクランブル・第2部・拡大SP』（『同・第2部』とは別枠となる30分パート）放送のため休止となり、一時お蔵入りとなるも、4か月遅れて6月27日の「上半期総集編・第1日」にて放送された（なお、この回は大阪公演も一部放送された）。 |
| 第14回 （2019年度）           | 東京国際フォーラム                            | フェスティバルホール | サーカス Family、純烈、杉良太郎、南こうせつ、南佳孝&杉山清貴、森山良子 | この回の放送は1回公演を30分にまとめた形で6組すべて紹介し、一部が大幅カットされた。番組は杉とのトークの途中で終了となった。 |
| 第15回 （2020年度） ※開催中止 | 日本武道館                                    | フェスティバルホール | 大竹しのぶ、近藤真彦※、ゴダイゴ、三人娘（伊東ゆかり、中尾ミエ、園まり）、野口五郎、南こうせつ （※近藤は東京のみ出演予定だった）                                                                   | 番組放送45年目を記念し、東京は11月30日、大阪は12月6日に開催される予定だったが、新型コロナウイルスの感染拡大の影響により中止となった（初の開催中止）。 初出演予定だった3組のうち、ゴダイゴと野口は翌年に出演したが、大竹は2022年現在未出演となっている。 |
| 第16回 （2021年度）           | 東京国際フォーラム                            | フェスティバルホール | ゴダイゴ、純烈、中村雅俊、野口五郎、藤あや子、南こうせつ | 前年の開催中止により2年ぶりの開催。番組放送45周年を記念して行われた。なお、東京は前年予定の日本武道館ではなく、前回と同様に東京国際フォーラムとなった（同所では5回連続開催）。 全出演者のうち、前年出演予定だったゴダイゴ、野口を含め、初出演は4組。 なお、ゴダイゴのメンバーだった浅野孝已が前年死去したため、サポートメンバーがギターを担当。 また、純烈のメンバーのうち小田井涼平は翌年グループ卒業のため、今回が4人で最後の出演となった。 この回の放送は3組ずつ2回に分けての形式となった（ただし一部カットあり）。 |
| 第17回 （2022年度）           | 東京国際フォーラム                            | フェスティバルホール | 太田裕美、ゴダイゴ、坂本冬美、三人娘（伊東ゆかり、中尾ミエ、園まり）、中村雅俊、南こうせつ | ※東京は11月23日、大阪は27日に開催予定。 |

徹子の部屋クラシックコンサート
『徹子の部屋コンサート』とは異なる形として、2013年より、番組主催のクラシックコンサートとして『徹子の部屋クラシックコンサート』が年1回、東京などで開催されている。

## 歴代の部屋（セット）
黒柳とゲストの間に置かれている生け花は、毎回取り替えられており、フラワーコーディネーターが、ゲストのキャラクターや、衣装との見栄えの相性を勘案しながら生けている。黒柳とゲストが座る椅子は基本的にはソファだが、出演者の数や季節に応じてなどで全く異なる椅子に変更される時が不定期にある。
- 初代 1976.02.02 - 1977.03.31
  - 番組の開始からしばらくした後に黒柳とゲストが座るソファが取り替えられて以降、頻繁にマイナーチェンジが行われている。
- 2代目 1977.04.01 - 1996.01.31
  - 何度かマイナーチェンジをしており、黒柳の背景の戸棚の色が白色→黄緑色→緑色と2回、塗りなおされている。
  - また、黒柳の背景の戸棚と戸棚の間に取り付けてある絵画が何度も取り替えられている。
  - ちなみに理由は不明だが、絵画のうち、1990年頃まで15年近く取り付けてあったマリー・ローランサンの絵画は再放送（地上波・テレ朝チャンネル・BS朝日全て）や総集編の際には必ずモザイク処理がかけられている。
  - この時期に未だデビュー前であった俳優・津田寛治がアルバイトで大道具の一員として当番組のセットの組立てや解体をしていた[注 192]。
- 3代目 1996.02.01 - 2005.05.20
  - 番組スタートから20周年を記念してセット変更（模様替え）。
  - 窓の外にある紺色の建物は、1996年のこのセット1年目に作られたが、1998年に解体。以後、窓の外は花広場のようになった。
  - 1997年9月までは、黒柳とゲストの座るソファのクッションを先代である2代目のものを流用して使用していた。
- 4代目 2005.05.23 - 
  - 番組スタートから30年目突入を記念してセット変更（模様替え）。
  - 階段があり、これまでのセットと比べると高さを感じる作りになっている。
  - 黒柳と親交のある五月みどりが製作したパンダが付いたティッシュケースが置いてある。
  - 黒柳の背後の棚に、ギネス世界記録の認定証が掲げられた。カメラが黒柳側に切り替わると必ず映る位置に置かれている。
  - 2020年6月より新型コロナウイルス感染対策として、これまで設置していたソファと大型テーブルを撤去し、黒柳とゲストの間隔にアクリル板を挿入、両名の手前に小さいテーブルを設置している[注 193]。なお、複数名（グループなど）が出演する場合、ゲスト側に中〜大サイズのテーブルを用意し（黒柳のテーブルはそのまま）、密接の回避用として中間にアクリル板を挿入する[注 194]。

## スタッフ
現在
- TD／SW：時田将光、平野友章
- カメラ：石井豪、桝田茂雄、中村浩
- 音声：坊上雄一郎、猪俣晃、長谷川新
- VE：木村朋宏、林航太郎、服部正邦
- 照明：菅原祐・岩永智宏（共立ライティング）
- 美術：吉村純子
- デザイン：杉崎明日香
- 大道具：北詰真士
- 小道具：鶴田しのぶ
- 電飾：貝増心、柴田潤
- 生花：石橋恵三子
- 植木：杉田英展
- メイク：川口カツラ店
- 選曲効果：有坂香（tsp）
- 編成：岡村地郎・林智乃・沢登孝介（テレビ朝日）
- TK：清水雅子
- デスク：原利加子（テレビ朝日）、高畑裕子（テレビ朝日映像）
- アシスタントプロデューサー/ディレクター：服部由佳子（テレビ朝日映像）
- アシスタントプロデューサー︰原恵美子（テレビ朝日映像、以前は制作進行）
- 制作進行：堀江揚子
- 絵画協力：ナカジマアート
- ディレクター：金子克彦・江部木和美・望月美恵・池田由紀・田村真紀子・齋藤みゆき・原園知子・牧野美紀・阿部野晃久・加藤大幸・髙橋汐音（テレビ朝日映像）
- プロデューサー：田原敦子（11代目、2003年 - [71]、テレビ朝日）、三ツ木仁美・中澤慎吾（テレビ朝日映像、中澤→特番時のみ）
- ゼネラルプロデューサー：新田良太（2023年7月 - 、テレビ朝日）
- 技術協力：テイクシステムズ
- 美術協力：テレビ朝日クリエイト
- 制作：テレビ朝日[注 195]、テレビ朝日映像[注 196]

過去
- エグゼクティブプロデューサー︰寺田伸也（2024年2月 - 、以前は2014年8月 - 2023年6月までゼネラルプロデューサー→一時離脱、テレビ朝日）
- ゼネラルプロデューサー：藤井智久（2000年12月 - 2014年7月、テレビ朝日）
- チーフプロデューサー・管轄：蓮実一隆（当時・テレビ朝日）
- プロデューサー（以下、P）：
  - 中島力（初代・13時ショーのPおよび立ち上げ時のスタッフ、1976年2月 - 1986年頃、当時・NET→テレビ朝日）
  - 竹下克介（2代目、1986年頃 - 1993年頃、当時・テレビ朝日）
  - 市川幸介（時期不明、テレビ朝日）
  - 粟井誠司（テレビ朝日映像）
- アシスタントプロデューサー：二亦博（テレビ朝日映像）
- ディレクター：田口智也（テレビ朝日映像）
- SW：横関正人
- SW／カメラ：田中雅積
- 音声：高橋秀行、高橋英史
- 美術：野口敏嗣
- デザイン：小川由紀夫
- 美術進行：浅田幸栄
- 小道具：鈴木麻美子
- 音効→選曲効果：藤井祥史（音響企画）、古川貴彦、高橋健人（古川・高橋→tsp）
- 編成：松尾健司（テレビ朝日）
- デスク：伴倫子、由利倫梨子（テレビ朝日）
- 制作進行：山口優衣

## 放送局・配信元

### 現在のネット局
2020年4月1日現在
| 放送対象地域  | 放送局                       | 系列           | 放送日時                | ネット     | 備考 |
| ------------- | ---------------------------- | -------------- | ----------------------- | ---------- | --- |
| 関東広域圏    | テレビ朝日（EX）             | テレビ朝日系列 | 月 - 金曜 13:00 - 13:30 | 同時ネット | 制作局 旧：日本教育テレビ（NET）→全国朝日放送（ANB、呼称・テレビ朝日） |
| 北海道        | 北海道テレビ（HTB）          | テレビ朝日系列 | 月 - 金曜 13:00 - 13:30 | 同時ネット | |
| 青森県        | 青森朝日放送（ABA）          | テレビ朝日系列 | 月 - 金曜 13:00 - 13:30 | 同時ネット | |
| 岩手県        | 岩手朝日テレビ（IAT）        | テレビ朝日系列 | 月 - 金曜 13:00 - 13:30 | 同時ネット | |
| 宮城県        | 東日本放送（khb）            | テレビ朝日系列 | 月 - 金曜 13:00 - 13:30 | 同時ネット | |
| 秋田県        | 秋田朝日放送（AAB）          | テレビ朝日系列 | 月 - 金曜 13:00 - 13:30 | 同時ネット | |
| 山形県        | 山形テレビ（YTS）            | テレビ朝日系列 | 月 - 金曜 13:00 - 13:30 | 同時ネット | 1993年3月30日までは、月曜 - 金曜 10:15 - 10:55に放送。 1993年4月1日のネット変更とともに同時ネットへ移行。                                                                                          |
| 福島県        | 福島放送（KFB）              | テレビ朝日系列 | 月 - 金曜 13:00 - 13:30 | 同時ネット | 1981年9月15日のサービス放送開始から。 高校野球期間中は、繰り下げとなる。 |
| 新潟県        | 新潟テレビ21（UX）           | テレビ朝日系列 | 月 - 金曜 13:00 - 13:30 | 同時ネット | 1983年9月26日のサービス放送時から。 1983年10月3日からは月曜 - 金曜 7:45 - 8:30にて再放送を実施していた。                                                                                           |
| 長野県        | 長野朝日放送（abn）          | テレビ朝日系列 | 月 - 金曜 13:00 - 13:30 | 同時ネット | |
| 静岡県        | 静岡朝日テレビ（SATV）       | テレビ朝日系列 | 月 - 金曜 13:00 - 13:30 | 同時ネット | 1993年9月30日までは、静岡県民放送（SKT、呼称・静岡けんみんテレビ） 開局時は13時台が日テレ枠だった為、1978年9月までは12:00 - 12:40、同年10月から静岡第一テレビ開局までは14:00 - 14:40の放送だった。 |
| 石川県        | 北陸朝日放送（HAB）          | テレビ朝日系列 | 月 - 金曜 13:00 - 13:30 | 同時ネット | |
| 中京広域圏    | 名古屋テレビ（メ〜テレ/NBN） | テレビ朝日系列 | 月 - 金曜 13:00 - 13:30 | 同時ネット | 1987年3月31日まで、名古屋放送（呼称・名古屋テレビ） |
| 近畿広域圏    | 朝日放送テレビ（ABC TV）     | テレビ朝日系列 | 月 - 金曜 13:00 - 13:30 | 同時ネット | 2018年3月31日までのテレビ放送事業者は、朝日放送（現・朝日放送グループホールディングス） |
| 広島県        | 広島ホームテレビ（HOME）     | テレビ朝日系列 | 月 - 金曜 13:00 - 13:30 | 同時ネット | |
| 山口県        | 山口朝日放送（yab）          | テレビ朝日系列 | 月 - 金曜 13:00 - 13:30 | 同時ネット | |
| 香川県 岡山県 | 瀬戸内海放送（KSB）          | テレビ朝日系列 | 月 - 金曜 13:00 - 13:30 | 同時ネット | |
| 愛媛県        | 愛媛朝日テレビ（eat）        | テレビ朝日系列 | 月 - 金曜 13:00 - 13:30 | 同時ネット | |
| 福岡県        | 九州朝日放送（KBC）          | テレビ朝日系列 | 月 - 金曜 13:00 - 13:30 | 同時ネット | |
| 長崎県        | 長崎文化放送（ncc）          | テレビ朝日系列 | 月 - 金曜 13:00 - 13:30 | 同時ネット | |
| 熊本県        | 熊本朝日放送（KAB）          | テレビ朝日系列 | 月 - 金曜 13:00 - 13:30 | 同時ネット | |
| 大分県        | 大分朝日放送（OAB）          | テレビ朝日系列 | 月 - 金曜 13:00 - 13:30 | 同時ネット | |
| 鹿児島県      | 鹿児島放送（KKB）            | テレビ朝日系列 | 月 - 金曜 13:00 - 13:30 | 同時ネット | |
| 沖縄県        | 琉球朝日放送（QAB）          | テレビ朝日系列 | 月 - 金曜 13:00 - 13:30 | 同時ネット | |
| 日本全国      | BS朝日                       | BSデジタル放送 | 土曜 12:30 - 13:00      | 時差ネット | 1週（通常時は5回分）のうち1回分を放送。 |
| 日本全国      | BS朝日4K                     | BSデジタル放送 | 土曜 12:30 - 13:00      | 時差ネット | 1週（通常時は5回分）のうち1回分を放送。 |

### 過去のネット局
- 系列については現在のもの。○は放送当時テレビ朝日系とのクロスネットだった局。

| 放送対象地域   | 放送局                | 系列                                         | ネット形態 | 備考 |
| -------------- | --------------------- | -------------------------------------------- | ---------- | --- |
| 青森県         | 青森放送（RAB）       | 日本テレビ系列                               | 遅れネット | ○1978年4月3日 - 1987年3月31日 青森放送でのネット開始までと同局でのネット打ち切りから青森朝日放送開局までの4年半、青森県では未ネット。 ネット開始から1979年3月30日までは、月曜 - 金曜16:00 - 16:40の放送 1979年4月2日から1982年4月2日までは、月曜 - 金曜9:30 - 10:10の放送 1982年4月5日からネット打ち切りまでは、月曜 - 金曜10:00 - 10:40の放送 |
| 岩手県         | IBC岩手放送（IBC）    | TBS系列                                      | 遅れネット | 1981年5月の時点では未放送 1995年9月29日に打ち切り。 岩手朝日テレビ開局までの1年間、岩手県では未ネット。 放送末期は10:20 - 11:00の放送。 |
| 秋田県         | 秋田放送（ABS）       | 日本テレビ系列                               | 遅れネット | 1978年4月3日 - 1990年4月5日 秋田朝日放送開局までの2年半、秋田県では未ネット。 10:50 - 11:30の放送。 |
| 福島県         | 福島中央テレビ（FCT） | 日本テレビ系列                               | 遅れネット | ○1979年4月2日 - 1981年7月2日 月曜 - 木曜 10:30 - 11:10、金曜日は自主制作番組（リビングふくしま・おはよう金曜日）のため放送せず 福島放送開局に伴うネット番組整理のため終了 |
| 山梨県         | テレビ山梨（UTY）     | TBS系列                                      | 遅れネット | 時期不明 |
| 新潟県         | 新潟総合テレビ（NST） | フジテレビ系列                               | 遅れネット | ○月 - 金曜 6:20 - 6:50に遅れネットで放送されていた。 新潟テレビ21開局により終了。 |
| 長野県         | 長野放送（NBS）       | フジテレビ系列                               | 遅れネット | 1980年4月1日から8月8日まで 9:55 - 10:35に遅れネットにて放送されていた。 |
| 長野県         | テレビ信州（TSB）     | 日本テレビ系列                               | 同時ネット | ○1980年10月1日開局 - 1991年3月29日 長野朝日放送開局により終了 |
| 富山県         | 北日本放送（KNB）     | 日本テレビ系列                               | 遅れネット | 1980年10月6日 - 1982年4月2日 月 - 金曜 10:30 - 11:10に遅れネットで放送されていた |
| 石川県         | 北陸放送（MRO）       | TBS系列                                      | 遅れネット | 1979年4月9日 - 1990年3月30日 月曜 - 金曜 9:30 - 10:10（1982年時点）→ 14:15 - 14:55にて遅れネット 石川県では北陸朝日放送開局までの1年半の間は未放送 |
| 福井県         | 福井テレビ（FTB）     | フジテレビ系列                               | 遅れネット | 1980年4月1日 - 1993年3月31日 1987年時点では月 - 金曜 10:50 - 11:30に、 末期は月曜 - 金曜 9:55から それぞれ遅れネットで放送されていた |
| 鳥取県・島根県 | 山陰放送（BSS）       | TBS系列                                      | 遅れネット | 1985年頃は平日11:00 - 11:40に放送 開始・終了時期は不明 |
| 岡山県         | 岡山放送（OHK）       | フジテレビ系列                               | 同時ネット | ○放送当時の愛称はテレビ岡山、当時の放送免許エリアは岡山県のみ 番組開始 - 1979年2月23日 瀬戸内海放送の岡山県へのエリア拡大によるネット番組整理のため終了 |
| 山口県         | 山口放送（KRY）       | 日本テレビ系列                               | 遅れネット | ◯1980年頃は平日9:30 - 10:10に放送 開始・終了時期は不明 山口朝日放送開局により終了 |
| 徳島県         | 四国放送（JRT）       | 日本テレビ系列                               | 遅れネット | 1996年頃は平日10:00 - 10:45に放送 開始・終了時期は不明 |
| 愛媛県         | 南海放送（RNB）       | 日本テレビ系列                               | 遅れネット | 1983年頃は平日10:25 - 11:00に放送 開始・終了時期は不明 愛媛朝日テレビ開局により再開 |
| 高知県         | テレビ高知（KUTV）    | TBS系列                                      | 遅れネット | 1980年頃は平日10:00 - 10:40に放送 開始・終了時期は不明 |
| 長崎県         | 長崎放送（NBC）       | TBS系列                                      | 遅れネット | 開始時期不明 - 1990年3月 長崎文化放送開局により終了 |
| 熊本県         | テレビ熊本（TKU）     | フジテレビ系列                               | 遅れネット | ○1979年頃は平日10:30 - 11:10に放送 開始・終了時期は不明 熊本朝日放送開局により終了 |
| 大分県         | テレビ大分（TOS）     | 日本テレビ系列 フジテレビ系列                | 遅れネット | ○開始時期不明 - 1993年3月 大分朝日放送開局内定に伴うネット番組整理のため終了 |
| 宮崎県         | テレビ宮崎（UMK）     | フジテレビ系列 日本テレビ系列 テレビ朝日系列 | 遅れネット | 1985年頃は平日9:55-10:35に放送、開始・終了時期は不明。 |
| 鹿児島県       | 鹿児島テレビ（KTS）   | フジテレビ系列                               | 同時ネット | ○番組開始から1982年9月30日まで 鹿児島放送開局により終了 |
| 沖縄県         | 琉球放送（RBC）       | TBS系列                                      | 遅れネット | 1994年4月から1995年9月まで 琉球朝日放送開局により終了 |
| 日本全国       | テレ朝チャンネル1     | CSデジタル放送                               | 遅れネット | |
| 日本全国       | テレ朝チャンネル2     | CSデジタル放送                               | 遅れネット | 2013年3月までは朝日ニュースター。 |

単発放送
- 福井放送（FBC、福井県、日本テレビ系列・テレビ朝日系列〈クロスネット〉） - 2012年11月2日（金曜）16:25 - 17:00に単発で放送した（ゲスト・前川清）。これは福井県が舞台の映画『旅の贈りもの 明日へ』（前川が主演）の宣伝のため。この日の福井県での放送は過去の定期ネット局の福井テレビではなく、福井放送で単発放送となった。
- チューリップテレビ（TUT、富山県、TBS系列） - 2016年5月28日（土曜）13:00 - 15:00に『徹子の部屋 祝40周年 最強夢トークスペシャル』を[204]、2018年9月9日（日曜）14:00 - 16:54に『祝43年目突入!徹子の部屋 最強夢トークスペシャル』を[205] 、2020年7月12日に『豪華!! 徹子の部屋 45年目突入SP』を[206] それぞれ放送。いずれも過去の富山県での定期ネット局の北日本放送ではなく、チューリップテレビで単発放送となった。

### 徹子の部屋〜Classics〜
- テレ朝チャンネル1 ドラマ・バラエティ・アニメ（セレクション放送）。その他土曜、月曜も午前・夜間・深夜時間帯のいずれかに編成されるが、放送時間帯は不定のため同チャンネルのホームページにある番組表を参照。
- テレ朝チャンネル2 ニュース・情報・スポーツ（セレクション放送および、地上波放送日から1週以上遅れの時差放送）

1976年の開始から現在に至るまで過去に放送された回から選りすぐりの内容を放送している（ノンスポンサー。途中のCMも完全にカットされ、5秒間のステーションIDが挿入されるのみ）。テレ朝チャンネル1・2とも基本的には放送素材に提供表示は一切入っていない（送出マスターから出していたため）が、当時の提供表示（その際、「当時の提供画面を割愛しています」という断りテロップを再編集時に表示）や前述の通り、セットの絵画にボカシがかけられている（主に放送日が相当古い回で、1976年開始当初 - 1990年頃までの放送が相当）。2012年7月からは同年4月以降に放送された回を中心にセレクション放送を行う（CS放送における本編の放送時間はいずれも26分間）。なお、テレ朝チャンネル1・2とも2012年7月から地上波でも行なっている字幕放送を実施。また、副音声解説放送の回では地上デジタル放送と異なり、モノラル二重音声での放送となる。

### ネット局に関する備考
この見出しにおける「WS2」は『大下容子ワイド!スクランブル・第2部』を表す。
地上波
- テレビ朝日や新潟テレビ21[207]では、朝に再放送を行っていた時期があった（先述）。
- 移動後の緊急時には本番組を休止し、『WS2拡大SP[注 204]』あるいは『ANN報道特別番組 大下容子ワイド!スクランブル』等を放送することがある[注 205]。
  - 緊急対応による放送休止の場合は、当日夕方枠や深夜枠などでの遅れ放送や翌日への振替放送は行わず[注 206]そのまま無期限延期とした上で、後日改めて放送される。
    - 2021年9月29日は『WS2』拡大SPが編成されたが、この日は珍しく休止とせず、3時間近く遅れての放送となった（→こちらも参照）。
- 年末年始特別編成における休止
  - 年末の場合：12月28日以降は通常編成時の本番組後続の『WS2』の開始時刻を12時に繰り上げての拡大放送[注 207]、もしくはローカルセールス枠の年末特番のため休止となる[209]。
  - 年始の場合：1月1日は恒例の正月特番[注 208]（テレビ朝日・朝日放送テレビ共同制作）[注 209]のため休止[210]。2日および3日もローカルセールス枠の新春特番のため休止となる[211]。
- 野球中継番組による休止・移動
  - 1993年までプロ野球・日本シリーズはデーゲームで行われていた為、テレビ朝日系列が放送権を獲得した場合番組が休止になることがあった。1980年・1991年・1992年は3試合、1985年・1993年は2試合、1988年・1990年は1試合放送され、放送当日[注 210]は休止になった[注 211]。1981年、1982年はパ・リーグプレーオフ放送の為2年連続で2日間休止となった。
  - 13時台前期には、毎年7月に高校野球東西東京大会の決勝戦を関東ローカルで中継していたため、テレビ朝日のみ当日に限り、3時間遅れで16時台（16:15 - 17:00）に放送していた[注 212]。
- 大型特別番組による休止
  - 2015年〜2018年のみ9月の祝日（敬老の日・秋分の日のいずれか）に『ミュージックステーションウルトラFES』の放送が設定され、当日は休止となっていた[注 213]。
- 朝日放送テレビは「全国高校野球選手権大会中継」の大阪大会の決勝戦（※以前は準決勝戦も放送していたが、現在は決勝戦のみ中継。）、全国大会の準々決勝、準決勝の試合が行われる日は放送休止となり別の日に代替放送されることがある（全国大会の決勝戦については全国放送のため、2013年までは番組そのものが休止）。また、1996年度・1997年度は14時台での放送となった関係から、高校野球全国大会の間は高校野球を優先する編成上ネット返上としたことがある。また、系列局の中には全国高校野球選手権大会地区予選を放送する関係で時差放送とする局がある。2013年度までは朝日放送（当時。現・朝日放送テレビ）制作番組『上沼恵美子のおしゃべりクッキング』と2番組1セットで時差放送を行う局がほとんどであったが、2014年度からは12時台前半での放送のため、通常通り放送する局がほとんどである。なお、2017年度には『帯ドラマ劇場』の第1期と『おしゃべりクッキング』と3番組1セット扱いで時差放送とする例も出現した。
  - 2014年以降、朝日放送において全国大会準々決勝放送時はネット返上となった（自社制作番組『上沼恵美子のおしゃべりクッキング』は他日に臨時枠移動で対応し[注 214]、2017年の『帯ドラマ劇場』第1期は臨時遅れネットで対応）。
- 1990年代前半以降における地上波放送はANNフルネット24局のみでの放送であるが、かつてはクロスネット局や他系列局でも数日遅れの遅れネットで放送されていた。
- スポンサーCM枠は開始当初は40分通しのネットセールス1枠のみだったが、現在は前半枠をネットセールス・後半枠をローカルセールスとしている。なお、高校野球中継（全国大会・地方大会を問わず）が放送され、同日または翌日時差放送となる場合でもスポンサーCM枠はそのまま放送される。

BS朝日（2K）・BS朝日4K
- 2000年〜2012年
  - BS朝日（2K）開局当初から放送されていたが、2012年3月30日で打ち切り。
  - 原則当日地上波放送分より3回分遅れの放送であるが、終戦特集や年末最後の放送などその日の内容によっては同日に放送される場合もあった。
  - 2005年4月から2006年3月までは日曜日の13:00 - 14:00に『徹子の部屋傑作選』としてこれまでの放送の中から2本分連続で放送されていた。

※ただし、プロ野球・サッカーなどのスポーツ中継が予定されている日は放送時間変更・番組休止になっていた。
※地上波より放送時間が5分短いが、CMの放送時間を地上波より短くして抑えているため本編部分が一部カットされるようなことはない。
※スポンサーは地上波と異なり30分通しの1枠のみで（日曜日放送の『徹子の部屋傑作選』はスポンサーなし、平日放送でもスポンサーなしとなることもあった）、地上波で行う途中のスポンサーの入れ替えもまったくない。
※2006年12月24日（日）には青島幸男がゲストだった回が急遽再放送された。本来日曜日は放送予定にはないが、2006年12月20日に青島が死去したことから追悼特番として放送された。
  - 2012年3月30日をもって、本番組の放送を打ち切ることになり、テレビ朝日番組枠のBSアナログハイビジョン実用化試験放送時代を含めて15年ほど続いたBSにおける放送がここで3年間中断する。当該時間帯の後継番組は月曜日から木曜日は『ちい散歩』[注 215]、金曜日は『エリアの騎士』が編成された（現在はいずれも終了）。
- 2015年度〜現在
  - 2015年4月4日より、毎週土曜日（12:00-13:00）枠で放送開始。3年ぶりにBSでの放送を再開。この時は毎週2回分を放送していた。

※ただし、毎年8月の全国高校野球選手権大会中継や、特別番組編成の場合は放送休止となる。
  - 2017年4月8日より30分短縮（12:00-12:30）し毎週1回分のみを放送していたが、2018年3月31日より再度12:00-13:00に拡大、2回分放送に復している。
  - 2018年12月1日より、この日10時開局のBS朝日4Kでも2Kにアップコンバートしてネット開始。
  - 2019年3月16日は、神野美伽の出演回と純烈の出演回の2回分放送されたため，時間が13時30分まで拡大された。
  - 2020年より再び30分短縮、現在の12:30 - 13:00の枠（毎週1回分）での放送となっている。

テレ朝チャンネル2 ニュース・情報・スポーツ
- 衛星チャンネル（朝日ニュースター）による運営だった時代、配信開始初期から2012年3月30日までは地上波での放送をそのまま録画して放送を行っていたため、衛星チャンネル（朝日ニュースター）の放送では、地上波では提供が表示される部分について、その日に地上波で放送された内容である「この番組はテレビ朝日系列で放送されたものです」という旨の部分的なブルーバックの表示に替えられていたため、事実上ノンスポンサーであった。以前はそのままスポンサーを表示していた。また、字幕放送のテロップも表示されるが、当時は朝日ニュースターで字幕放送を行っていなかった（字幕放送は2012年7月開始）。2012年3月30日で1日遅れの時差放送を打ち切り、テレビ朝日運営となった2012年4月からはテレ朝チャンネルと同様にこれまで放送された回から選りすぐりの内容を放送する『徹子の部屋〜Classics〜』として放送。加えて2012年7月からは同年4月以降に放送された内容と地上波放送から1週遅れの時差放送も行っている。衛星チャンネル（朝日ニュースター）による運営だった時代に地上波での放送をそのまま録画していた1日遅れの時差放送とは異なり、テレビ朝日局内に保存されている番組素材から再編集して放送するため先述のように放送日が相当古い回を除いて提供表示は一切なく、CMも完全にカットされている（5秒間のステーションIDが挿入されるのみ）。

補足事項
- BS朝日（2K）・BS朝日4K・テレ朝チャンネル2においては一部、権利関係（肖像権など）の都合により放送されない回もある（ジャニーズ事務所所属タレントの出演回（他事務所所属者と共演している場合も含む[注 216]）や、一部の特別回（追悼特集など）がこれに該当する）。

### 放送時間の変遷

#### 地上波
| 期間    | 期間    | 放送時間（日本時間）                  | 備考                                                                   |
| ------- | ------- | ------------------------------------- | ---------------------------------------------------------------------- |
| 1976.02 | 1996.03 | 月曜日 - 金曜日 13:15 - 13:55（40分） |                                                                        |
| 1996.04 | 1997.09 | 月曜日 - 金曜日 13:55 - 14:50（55分） | 『ワイド!スクランブル』開始に伴い移動                                  |
| 1997.09 | 2014.03 | 月曜日 - 金曜日 13:20 - 13:55（35分） | 『ワイド!スクランブル』短縮に伴い再移動                                |
| 2014.04 | 2020.03 | 月曜日 - 金曜日 12:00 - 12:30（30分） | 『ワイド!スクランブル』2部制堅持も、一旦中断番組への移行に伴い再々移動 |
| 2020.04 | 現在    | 月曜日 - 金曜日 13:00 - 13:30（30分） |                                                                        |

#### BS朝日（2K）・BS朝日4K
| 期間       | 期間       | 放送時間（日本時間）                  | 備考                                                                      |
| ---------- | ---------- | ------------------------------------- | ------------------------------------------------------------------------- |
| 2000.12    | 不明       | 月曜日 - 金曜日 19:00 - 19:30（30分） |                                                                           |
| 不明       | 2006.03    | 月曜日 - 金曜日 17:30 - 18:00（30分） |                                                                           |
| 2006.04    | 2008.03    | 月曜日 - 金曜日 21:30 - 22:00（35分） |                                                                           |
| 2008.04    | 2010.04    | 月曜日 - 金曜日 18:30 - 19:00（30分） |                                                                           |
| 2010.04.05 | 2012.03.30 | 月曜日 - 金曜日 17:30 - 18:00（30分） |                                                                           |
| 2012.04    | 2015.03    | この間、放送中断                      | この間、放送中断                                                          |
| 2015.04.04 | 2017.04.01 | 土曜日 12:00 - 13:00（60分）          | 1週につき2回分を放送                                                      |
| 2017.04.08 | 2018.03.24 | 土曜日 12:00 - 12:30（30分）          | 1週につき1回分を放送                                                      |
| 2018.03.31 | 2018.06.30 | 土曜日 12:00 - 13:00（60分）          | 1週につき2回分を放送                                                      |
| 2018.07.07 | 現在       | 土曜日 12:30 - 13:00（30分）          | 1週につき1回分を放送 2018.12.01よりこの日10時開局のBS朝日4Kでもネット開始 |

### 日本国内での配信
2020年4月7日より、各種動画配信サービスにて見逃し配信、TELASAでは過去放送分（テレビ朝日放送日基準）の配信を行っている。GYAO!以外は、原則各回とも、その日の地上波放送終了後（14時以降）から配信される。
| サービス    | 配信時間         | 配信期間（1回分あたり） | 基本料金            | 配信開始日   | 備考                       |
| ----------- | ---------------- | ----------------------- | ------------------- | ------------ | -------------------------- |
| TELASA      | 14:00 -          | 3ヶ月間                 | 562円（税込、月額） | 2020年4月7日 |                            |
| Tver        | 14:00- 翌週12:29 | 7日                     | 無料                | 2020年4月7日 |                            |
| Abemaビデオ | 14:00- 翌週12:29 | 7日                     | 無料                | 2020年4月7日 | 一部の回を除く             |
| テレ朝動画  | 14:00- 翌週12:29 | 7日                     | 無料                | 2020年4月7日 | キャッチアップ（無料）のみ |
| GYAO!       | 翌日 - 翌週12:29 | 6日                     | 無料                | 2020年4月7日 | 一部の回を除く             |

放送枠が13時台へ再び移動した2020年4月1日以降の放送分より、エンディングに続けて、黒柳が本番組のスタジオセットからTELASA・Abemaビデオ（放送上の呼称は「Abema」）・TVerでの配信を告知する5秒間のPR映像（事前収録）を（追悼特集として放送する回を除き）本編と『DAIGOも台所』の告知映像の間に流している。

#### 配信における制約など
- BS・CSでの放送と同様、一部権利関係（肖像権など）の都合により配信されない回もある（例として、ジャニーズ事務所所属タレントの出演回の一部[注 222][注 223][注 224] など）。
- 地上波放送時と異なり、画面右下のサイドスーパー（上段：ゲスト名、下段：トークの要約）、次回のゲスト予告、提供クレジットは表示されない[注 225]（オープニングタイトル、オープニングのゲスト登場時のその回のトーク内容情報、黒柳およびゲスト氏名、スタッフ表記などはそのまま表示）。
- また、権利上の都合により、一部の写真や映像を静止画で覆い隠す（いわゆるかぶせ配信）場合がある（例として、オリンピック関連[注 226]など）。

## スペシャル番組
- 社名変更記念特別番組「わが家の友だち10チャンネル・徹子のナマナマ10時間半」
1977年4月1日放送。日本教育テレビから全国朝日放送（テレビ朝日）に社名を変更したことを記念した特別番組。生放送。この回から「フラッシュクイズ」を廃止しトークのみとなる。ゲストは寬仁親王。
- 今明らか!!徹子の全て
1981年4月5日、番組放送5周年記念特番として放送。
- 徹子の抱腹絶倒おしゃべり大晦日
1994年12月31日14時 - 16時放送。サブ司会に勝俣州和を迎え、豪華ゲストとのトークを展開。
- 徹子の部屋 20周年記念スペシャル
1996年1月3日12時 - 16時放送。サブ司会に渡辺謙を迎える。公開録画。ゲストは久米宏、加山雄三、山城新伍、中尾ミエ、板東英二、飯島愛、神田うの、小沢昭一、タモリ。小沢は前述通り黒柳との恒例の扮装（小沢「クレヨンしんちゃん」・黒柳「セーラームーン」）、タモリは黒柳と過去の密室芸の総集編を振り返ってのトーク、加山は家族と一緒に黒柳にトーク、その他のゲストは黒柳と通常のトーク。
- 徹子&光一の生部屋（なまべや）
2002年9月11日、夜に生放送。サブ司会としてKinKi Kidsの堂本光一を迎える。徹子の部屋初の生放送で、黒柳とも関わりの深いジャニーズ事務所の歴史を振り返りながら、この放送日にCDデビューを果たすタッキー&翼を祝福するという特別番組。ゲストはタッキー&翼のほかに森光子、西川貴教、陣内孝則、地井武男、大仁田厚。この番組は厳密には徹子の部屋というよりは、タッキー&翼の「徹子の部屋形式」の特別番組となっている。なお、この特番では2000年12月にステレオ音源化された「徹子の部屋のテーマ」が約2年ぶりにオリジナルのモノラル音源で放送された。
- 徹子の部屋 祝30年!スペシャル
2005年5月8日、30周年記念として2時間のスペシャル版が放送された。全編ロケによる構成で、VTRゲストはタモリ、野際陽子、渡辺謙。
- 祝35周年!徹子の部屋コンサート 豪華スター夢の競演SP
2012年1月8日に放送。
- 新春!徹子の部屋スペシャル いま甦る昭和の名場面
2013年1月1日の朝に放送。石原裕次郎、坂本九、美空ひばり、丹波哲郎、森繁久彌、嵐寛寿郎、渥美清・倍賞千恵子（2人でゲスト出演した回）、高倉健・吉永小百合（2人でゲスト出演した回）、長谷川一夫の出演回をほぼノーカットで放送した[217]。石原裕次郎の出演回のVTRは妻石原まき子が保存していた映像を放送した[218]。
- 徹子の部屋 昭和の大スター傑作選
2014年3月31日10:30 - 11:25の枠（関東ほか一部地域のみ）で放送。番組では翌日の正午枠移動を記念して、過去の放送の中から厳選した傑作選を放送。美空ひばり、植木等、越路吹雪、沢村貞子、山岡久乃、池内淳子、石原裕次郎、淡谷のり子、丹波哲郎の出演回を紹介。番組の最後には「爆笑!カウントダウン劇場〜頭からアメ伝説〜」と題し、黒柳が頭から飴を出す映像が紹介された[59]。
- 徹子の部屋40周年記念・お宝映像リクエストスペシャル
2016年1月9日14:15 - 16:25の枠（関東ローカル）で放送。ゲストは野際陽子、綾小路きみまろ、椿鬼奴、タカアンドトシ。サブ司会は坪井直樹（テレビ朝日アナウンサー）が務めた。番組では、2015年8月〜11月に各地で開催された『徹子の部屋展』来場者からのリクエストや、年代別アンケート、街頭インタビューを基にVTRを紹介。SMAPのメンバー5人が個別で初登場した回それぞれの映像も紹介された。
- 徹子×さまぁ〜ずの爆笑芸賓館 イチオシ芸人GP2016[219]
2016年11月20日20:58 - 23:10『日曜エンタ』枠で放送された。
黒柳とさまぁ〜ず（大竹一樹・三村マサカズ）が司会を務めたお笑いバラエティ特別番組であり、黒柳がお笑い番組の司会を務めたのは初。出演したお笑い芸人は25組で、黒柳がそれぞれの持ちネタを観賞してランク付けで評価し、黒柳が最も面白いと太鼓判を押した芸人が1位となり、本番組のゲスト出演権が賞品として贈られるシステムを採用[220]。結果はバイきんぐが1位となり出演権を獲得、12月1日の放送にゲスト出演した[221]。
- 生きる伝説!黒柳徹子のヒミツ大解剖SP〜ドラマ「トットちゃん!」放送記念〜[222]
2017年10月1日13:55 - 15:20『サンデープレゼント』枠で放送。当時の新番組『帯ドラマ劇場・トットちゃん!』（2017年10月2日 - 12月22日）の番宣を目的に放送されたが、『トットちゃん!』と本番組のコラボレーション企画でもあったため、同ドラマの出演者を主なゲストに迎え、黒柳にまつわる様々なエピソードや、本番組の名場面などを放送した。
- 徹子の部屋SP TVエンタメ伝説の名場面史[223]
2019年9月27日19:00 - 21:48の枠で放送。同特番ではテレビ朝日開局60周年を記念して、本番組を中心に、これまで同局系で放送された番組の伝説の名場面をジャンル別に紹介。
司会は黒柳と羽鳥慎一が務め、パネラーとして関根勤、石原良純、長嶋一茂、岡田結実、玉川徹、ヒロミ、川島明（麒麟）、YOUが、トークゲストには米倉涼子、滝川クリステル、三浦祐太朗、高橋英樹、浅野ゆう子、今田耕司、松平健がそれぞれ出演した。
前番組『13時ショー』の映像の一部（黒柳自ら提供）が公開されたほか、同番組最終回（1976年1月30日放送）の終了と同時に流れた本番組開始を告知する宣伝映像[注 227] も43年ぶりに公開された。
- 徹子の部屋「戦争」を忘れない〜櫻井翔が聞く黒柳徹子の記憶
2024年8月11日13:55 - 15:20『サンデープレゼント』の枠で放送

### 出張!徹子の部屋
2010年より年1〜2回ペースで、ゴールデンタイムにて2〜3時間のスペシャル番組『出張!徹子の部屋』（しゅっちょう!てつこのへや）が放送されていた。番組では通常のレギュラー放送とは異なり、黒柳とゲスト（マツコ・デラックスほか）がスタジオの外でトークおよびロケ企画を行う形式だった。ナレーションは片岡鶴太郎が担当。なお、2016年からは後述の『最強夢トークスペシャル』に引き継がれている。
| 回  | 放送日        | タイトル                                                              | 放送時間    | ゲスト | 備考 |
| --- | ------------- | --------------------------------------------------------------------- | ----------- | --- | --- |
| 1   | 2010年5月1日  | 祝35年目突入 出張!徹子の部屋 お宝映像も大放出スペシャル               | 19:00-20:51 | 浅田舞・真央、EXILE、ペ・ヨンジュン、雨上がり決死隊、渡辺宜嗣（当時：テレビ朝日アナウンサー）、吉澤一彦（同） | 35年目突入記念 |
| 2   | 2011年4月27日 | 出張!徹子の部屋 お宝映像も大放出スペシャル パート2                    | 19:00-20:54 | 嵐（大野智・櫻井翔・松本潤・相葉雅紀・二宮和也）、マツコ・デラックス、ほか                                    | この日放送通算8691回を達成し、番組内でギネス世界記録認定の表彰が行われた。 この回から黒柳とマツコによるロケ企画「辛口姉妹が行く」がスタート。                |
| 3   | 2011年10月2日 | 祝35周年 出張!徹子の部屋 〜トットちゃん初体験SP!〜                    | 18:56-20:54 | 綾小路きみまろ、マツコ・デラックス、ほか                                                                      | 35周年記念 |
| 4   | 2012年9月19日 | 出張!徹子の部屋パート4 昭和VS平成スターお宝名鑑3時間スペシャル        | 19:00-21:48 | 水谷豊、成宮寛貴、マツコ・デラックス、ほか                                                                    | |
| 5   | 2013年7月4日  | 出張!徹子の部屋パート5 夢トーク豪華3本勝負 お宝映像も大放出スペシャル | 19:00-21:48 | 水谷豊、伊藤蘭、白鵬、市川染五郎（当時）、尾上松緑、尾上菊之助、片岡愛之助、ほか                              | |
| 5.5 | 2013年9月21日 | 出張!徹子の部屋 特別編                                                | 15:30-17:25 | 綾小路きみまろ、水谷豊、伊藤蘭                                                                                | 特別編のため、『スペシャルサタデー第3部』枠にて放送（関東など一部地域のみ）。 水谷・伊藤部分は2013年7月4日放送分を再編集。綾小路がゲストの部分は撮り下ろし。 |
| 6   | 2013年9月25日 | 出張!徹子の部屋パート6 夢トーク豪華4本勝負 お宝映像も大放出スペシャル | 19:00-21:48 | 福山雅治、松田聖子、澤穂希、寿美花代、紅ゆずる、浜木綿子、オアシズ、ほか                                      | 当時、福山はレギュラー版の出演経験がなく、番組全体を通して初登場となった。                                                                                   |
| 7   | 2014年6月26日 | 出張!徹子の部屋パート7 夢トーク秘蔵映像スペシャル                     | 19:00-21:48 | マツコ・デラックス、五木ひろし、渡辺謙 VTR出演：片岡愛之助                                                    | 渡辺謙の出演パートはその後、2020年5月4日に再編集版で傑作選の一本として放送。                                                                                 |
| 8   | 2015年2月4日  | 40年突入記念! 出張!徹子の部屋パート8 夢トークお宝映像スペシャル       | 19:00-20:54 | マツコ・デラックス、市村正親、入江陵介、内村航平、髙橋大輔、星野仙一 VTR出演：福山雅治、片岡愛之助            | 40年目突入記念 なお、内村はレギュラー版の出演経験がなく、番組全体を通して初登場となった。                                                                    |

### 徹子の部屋 最強夢トークスペシャル
『出張!徹子の部屋』の後継として、放送開始40周年を迎えた2016年からは、年1回ペースで、ゴールデンタイムにて2〜3時間のスペシャル番組『徹子の部屋 ○○ 最強夢トークスペシャル』が放送されている。前回までの黒柳とマツコ・デラックス（以下「マツコ」と記す）との出張ロケは勿論の事、スタジオでもレギュラー放送の夜版として、豪華ゲストを迎えてのトークをおくる。
マツコとの出張ロケ企画では、黒柳と待ち合わせしているマツコがいきなり後ろ姿で登場する所から始まるのが名物。その後で二人の掛け合いとともに、ゲストを迎えての丁々発止トークへと展開していく。
スタジオトークパートでは通常放送とほぼ同じスタイルで展開するが、スペシャル版のため、展開によっては時間尺が長くなることもある。なお、スタジオセットの背景はゴールデンタイムでの放送に合わせて夜仕様となるほか、場合によっては装飾が豪華になることもある。
ナレーションは引き続き片岡鶴太郎が担当している。
『徹子の部屋 祝40周年 最強夢トークスペシャル』
- 2016年2月11日19:00 - 20:54の枠で放送。視聴率は16.1%（ビデオリサーチ調べ、関東地区・世帯・リアルタイム）を記録。
- 番組前半ではマツコとの出張ロケ企画『出張!徹子の部屋』（前年までの特番とタイトルが同じだが、同特番での名物企画「辛口姉妹が行く」を改題）を挙行、毎年恒例の「テレビ朝日ビッグスポーツ賞」の表彰式が行われた東京都内のホテルを訪れ、大谷翔平（当時北海道日本ハムファイターズ）[231]、澤穂希、吉田沙保里、王貞治をゲストに迎えトークを展開したほか、黒柳とマツコが過去のVTR（くりぃむしちゅー、山口百恵出演回のもの）を観賞した。
- 目玉となる番組後半ではスペシャルゲストとして明石家さんまと所ジョージが出演[注 228][73][74]。エンディングでは40周年を記念して特大ケーキが登場、黒柳とさんまがケーキカットを行った[73][74]。

『徹子の部屋 春の最強夢トークスペシャル』
- 2017年4月12日19:00 - 20:54の枠で放送[79]。なお、同日は通常のレギュラー放送が休止（詳細は上述）となったが、本特番は予定通り放送された。
- 番組開始42年目を記念して放送された同特番では、各パートにてカードを使ったトークが展開された。なお、このカードトークは年始恒例の「松竹梅」の回で行うものと同様の形式を採用した。
- 恒例となったマツコとのコンビによる出張アスリート訪問では、大谷翔平、内村航平、白井健三、ベイカー茉秋らが登場[80]。ここでは、黒柳による筋肉チェック等が行われた[232]。
- また、目玉ゲストとして、卓球選手の江宏傑・福原愛夫妻（当時）、俳優で歌手のディーン・フジオカ[注 229] らが登場した[79][80]。
  - 江宏傑・福原愛は台湾の新居での熱帯魚飼育を賭けて卓球対決を行い、様々な道具を使って勝負を展開。結果は妻・愛の勝利。
  - ディーンは黒柳とともに東京都内をバスで巡り、絶品グルメなどを堪能。また、サプライズゲストとして友近が登場した[注 230]。

『祝43年目突入!徹子の部屋 最強夢トークスペシャル』
- 2018年3月12日19:00 - 21:48の枠で放送。視聴率は10.3%（ビデオリサーチ調べ、関東地区・世帯・リアルタイム）。
- この回のゲストには、浅田舞&真央姉妹、マツコ、市川海老蔵、吉永小百合が登場。また吉永のパートには綾小路きみまろが途中参加した。
- マツコとのコンビによる特別企画として、番組42年の歴史から集めた名珍場面を、かつて黒柳が司会を務めた『ザ・ベストテン』（TBS系）形式で紹介する『ザ・徹子10』が行われた[注 231]。

『徹子の部屋 祝45年目突入SP』
- 2020年4月2日19:00 - 21:48の枠で放送。
- この回のゲストには、寺島しのぶ&眞秀母子、木村拓哉、マツコが登場。黒柳、木村、マツコが帝国ホテルに集結しトークを行った。
- 6月13日14:30 - 16:00（関東ローカル)にて特別編として、木村&マツコのパートを再編集したものを放送した[注 232]。

『徹子の部屋45周年スペシャル さんま&一茂良純ちさ子 土曜の夜もザワつく会!!』
- 2021年6月5日18:56 - 20:54の枠で放送。
- この回のゲストには、明石家さんまが上述の2016年以来約5年ぶりに出演した。さんまの他に長嶋一茂、石原良純、高嶋ちさ子が登場した他、「お笑い軍団」として岩井ジョニ男（イワイガワ）、岩橋良昌（プラス・マイナス）、チャンス大城、デニス（植野行雄・松下宣夫）、永野、ワタリ119の7名が出演した（お笑い軍団は7名とも番組初出演）。

『徹子の部屋49年目突入スペシャル』
- 2024年2月23日の19ː54 - 21:48の枠で放送。ゲストは芦田愛菜、マツコ・デラックス、藤井聡太。
- 藤井聡太と黒柳は、2023年の野間出版文化賞を受賞しており、野間賞贈呈式の席上で藤井と対面した黒柳が番組への出演オファーを出していた。

『徹子の部屋 50年目突入SP』
- 2025年2月28日の20ː00 - 21:48の枠で放送。ゲストは明石家さんま、櫻井翔。
- さんまとは恒例のカードトーク、黒柳が2010年に嵐のコンサートに潜入し嵐が5人出演特別編も放送され、さんま、櫻井の初出演回も放送された。

## 受賞歴
- 1995年 黒柳が「徹子の部屋」司会者としての業績により第3回橋田賞受賞。
- 1997年 6月 スタッフ一同に対して第23回放送文化基金賞が贈られた。
- 2006年 スタッフ一同に対して第54回菊池寛賞が贈られた。
- 2011年 4月27日で放送8961回となり、同一の司会者による最多放送記録としてギネス世界記録に認定。
- 2015年 5月27日で放送10000回となり「同一司会者によるテレビトーク番組最多放送」のギネス世界記録認定[70][72]。
- 2023年9月12日で放送1万2100回となり「同一司会者によるテレビトーク番組最多放送」のギネス世界記録を更新した。[237]

## 企画展
- 放送20周年記念「徹子の部屋展」
  - 1995年、髙島屋日本橋店（東京都中央区日本橋）にて開催
- 放送30周年記念「徹子の部屋展」
  - 2006年5月、髙島屋日本橋店にて開催
- 放送40周年・10000回記念「徹子の部屋展」[238][239]
  - 2015年8月26日 - 9月7日、髙島屋日本橋店
  - 2015年9月16日 - 9月27日、横浜髙島屋
  - 2015年9月30日 - 10月12日、髙島屋大阪店（南海電鉄難波駅）
  - 2015年10月14日 - 10月26日、髙島屋京都店
  - 2015年11月3日 - 11月17日、松坂屋名古屋本店
  - 2016年4月29日 - 5月10日、東急百貨店さっぽろ店[240]
  - 2016年6月22日 - 7月5日、遠鉄百貨店（静岡県浜松市）[241]
  - 2016年8月11日 - 8月23日、福屋広島駅前店[242]
  - 2017年3月7日 - 3月21日、岡山天満屋[243][244]
- これらとは別に、2017年より、黒柳と田川啓二（ファッションデザイナーであり、黒柳の衣装も手掛けている。本番組にもゲスト出演経験あり）の共同プロデュースによる「黒柳徹子×田川啓二コレクション SU・TE・KI!展」→「もっと♥SU・TE・KI!展」が、高島屋（日本橋、横浜、大宮など）をはじめ全国の百貨店で催されている（もちろんテレ朝が主催している）[245]。

## 備考
- ゲストがそれまで公にしていなかった自身に関する重大事を告白することもある[10]。こうした告白は、翌日以降の新聞や雑誌などにニュースとして取り上げられることもある。
  - 2003年には大空眞弓が癌に罹患していることを公表している。
  - 2009年には赤木春恵が乳癌であったことを本番組で告白した。
  - 大山のぶ代が脳梗塞を患っていたことを告白した。この後も、夫の砂川啓介が近況や病状を語った[246]。
  - 武田鉄矢が鬱病体験を語った。
  - 小川宏が自らの自殺未遂・鬱病体験を初めて告白した[247]。
  - 2001年には伊原剛志が在日朝鮮人であることを告白した。
  - 2009年には、長門裕之が妻・南田洋子の認知症を告白した。
  - 細川俊之が脳内出血で倒れていたことを告白した[248]。
  - 2014年4月14日には大橋巨泉が中咽頭癌の手術後初めて闘病生活の苦悩を語った[249]。
  - 2022年には中井貴一が父・佐田啓二の事故死の原因は運転手の居眠り運転だったことを告白した[250]。
- 番組の知名度も高く、他局も含めて数多くのパロディが存在する[注 233]。
- 本番組で放送された映像のうち初期のものについては、当時の放送用VTRが機器・テープとも高価だった上、著作権法等の縛りで番組の資料保存も安易に行えなかった事情から、大半が現存していない（黒柳自身が個人的に家庭用ビデオデッキで録画し保存したものもあるが、画質は余り良くない）ものの、出演時のスチル写真と音声を収録したカセットテープについては保存されているという[252]。なお、1977年に石原裕次郎が出演した回は夫人の石原まき子が石原プロモーションの業務用機器で録画した非常に鮮明な映像が保存されており、後にまき子からテレビ朝日に提供された。この他、当時のゲスト出演者が個人でビデオ録画していた映像がテレビ朝日に提供され、アーカイブ資料として放送に使われる場合もある。
- テレビ朝日や一部系列局の情報・報道番組で著名人の訃報が伝えられる際、ニュース映像に故人が本番組に出演した際の映像が頻繁に使用されており、副次的ではあるが著名人の映像アーカイブ的側面もある。
- 黒柳が1980年の『第31回NHK紅白歌合戦』の紅組司会に起用されたのは本番組の司会ぶりの評価もその一因である[253]。
- 字幕放送では、黒柳が喋る色は黄色で表示される（正午枠移動前は、スペシャル版を除いては白色で表示されていた）。
- 東京新聞の取材で『最も印象に残っているエピソード』について聞かれると、黒柳は「どの方が一番面白かったとか、一番退屈だったとかということを申し上げると番組が成り立たない。今までそれを一度も言わなかったから長く続いた」と切り返した[37]。
- ゲストのスキャンダルは基本的には扱わない[33] が、前述の通り、ゲストがそれまで公にしていなかった自身に関する重大事を告白したり、指原莉乃のように話の流れとして自ら語る事が必要になったゲストはいる[254]。
- 黒柳のスケジュールが過密であることもあって、テレビ朝日以外のテレビ局が黒柳に取材する場合にも本番組のセットで行われることがある。
- 当初は本番中に喫煙するゲストもよく見られたが、2017年現在はたばこを吸いながら出演するゲストは居ない。
- 石原裕次郎や三船敏郎等、初期のころは本番中にアルコールを飲むゲストも珍しくなかった。
- 40年以上を数えるロングランとなった現在も、黒柳は「50年まではやろうと思っている」とさらなる意欲を見せている[3][255]。ちなみに2022年現在、同一司会者による日本のバラエティ番組の長寿記録は『新婚さんいらっしゃい!』で桂文枝が記録した51年2ヵ月である[256]。
- 黒柳は、いずれは来る自身の芸能界引退、及び番組の終了について「途中でいよいよ私がダメになってきたときには、周りの人がたぶん私に言えないだろうから、近藤真彦が『黒柳さん、そろそろ仕事辞めたら?』って、私に引導を渡すことになっている」と語っている[3][255][257][258][注 234]。
- 黒柳とも親交がある松任谷由実は出演経験がないが、最終回の出演を希望している[注 235]。
- 黒柳を題材にした自伝ドラマの劇中でも、本番組が再現されている。
  - 2016年にNHK総合で放送されたドラマ『トットてれび』（中園ミホ脚本、黒柳役：満島ひかり）や、2017年10月期のテレビ朝日系帯ドラマ劇場『トットちゃん!』（大石静脚本、黒柳役：清野菜名）[注 236] において、森繁久彌がゲスト出演した回が再現された（森繁役は『トットてれび』では吉田鋼太郎、『トットちゃん!』では近藤真彦がそれぞれ演じた）ほか、『トットちゃん!』ではドラマ後半以降、黒柳が収録に臨む場面が何回か再現された（いずれも劇中において、当時に近い形に模したスタジオセットが作られた）。
- 本番組が正午枠に枠移動した後、黒柳は13時枠（第2期）時代に裏番組となっていたNHK総合『スタジオパークからこんにちは』に数回出演した。
- 後座番組が『ワイスク・第2部』だった時期には、『ワイスク・第2部』の冒頭で本番組を観た出演者が感想を述べることもあった。
- 後座番組が『帯ドラマ劇場』だった時期には、同作の出演者がゲストの場合、エンディングでドラマの宣伝を行うことがあった[259]。
- 2017年度および2019年度は本番組の後座番組に『帯ドラマ劇場』が編成されていた。この点について鈴木祐司は「『帯ドラマ劇場』の置き方が中途半端であり、（本番組と入れ替え）12時開始にしたらどうか?」との提言を行っていた[260]。
- 新型コロナウイルス感染拡大の影響で黒柳のリサーチを兼ねた打ち合わせがオンラインミーティング方式に変更された2020年には、ミーティングから収録までの模様に密着した取材の模様が、他のテレビ番組で相次いで放送されている。
  - 黒柳の古巣に当たるNHKでは、黒柳に対して7月7日から延べ10日間にわたって密着取材を実施した模様を、同年9月22日の『プロフェッショナル 仕事の流儀』（総合テレビ）で放送。本番組の収録が取材期間中の8月4日に組まれていたことから、テレビ朝日の協力を得たうえで、綾小路きみまろ・3時のヒロインをゲストに迎えた回の収録や、きみまろの出演に向けたオンラインミーティングの模様を紹介した。ちなみに当番組では、3時のヒロイン出演回を8月18日、きみまろ出演回を同月24日に相次いで放送している。
  - なにわ男子の冠番組『なにわ男子と一流姉さん』（当番組と同じくテレビ朝日制作の全国ネット番組）の第1回放送分（10月31日）では、「一流姉さん」（年上の一流女性）を黒柳に定めたため、なにわ男子のメンバーから西畑大吾を黒柳への密着取材に派遣。西畑は、大地真央の出演（10月5日放送分）に向けた黒柳とディレクターによるオンラインミーティングから、岩崎宏美出演回（同月19日放送分）のスタジオ収録にまで立ち会った。さらに、西畑が取材を通じて学んだことを確認すべく、収録後には当番組のスタジオセットを「大吾の部屋」（当番組と同じ体裁による西畑から黒柳への3分間インタビュー）に使用している[261]。
- 2023年、黒柳が日本芸術院の会員になったことに伴い、同年7月に天皇である徳仁並びに皇后である雅子と皇居にて面会した際に徳仁は本番組に触れた上で「皆さん（の言葉）を引き出していらっしゃるような」と述べている[262][263][264]。

## 関連商品

### 書籍
- 徹子の部屋（テレビ朝日、1977年4月25日第1刷発行）ISBN 488131002X
- 徹子の部屋 2（テレビ朝日、1978年1月20日第1刷発行）ISBN 4881310070
- 徹子の部屋 3（テレビ朝日、1978年第1刷発行）ISBN 4881310119
- 徹子の部屋 4（テレビ朝日、1986年発売）ISBN 4881310739
- アルバム・徹子の部屋（テレビ朝日、1983年発売）ISBN 488131047X
- 徹子の部屋 1（朝日新聞社[注 237]・朝日文庫、1985年発売）ISBN 4022603054
- 徹子の部屋 2（朝日新聞社[注 237]・朝日文庫、1985年発売）ISBN 4022603062
- 「徹子の部屋」の30年 あの名場面をもう一度（講談社、2007年11月29日発売）[265] ISBN 978-4-0621-4401-8
- 『徹子の部屋』40周年Anniversary Book（ぴあ、2015年1月15日発売）[266] ISBN 978-4-8356-2405-1
- 放送40周年記念 徹子の部屋 ぬり絵ブック（テレビ朝日、2016年1月29日発売）[267] ISBN 978-4-8813-1321-3
- あの日の「徹子の部屋」（朝日新聞出版・朝日文庫、2018年5月7日発売）[268][注 238] ISBN 978-4-0226-1928-0
- 「徹子の部屋」の花しごと（石橋恵三子：著、産業編集センター、2018年6月11日発売）[269] ISBN 978-4-86311-191-2

### メディア
カセットテープ
- 徹子の部屋 想い出のスターたち（1〜3）（全国朝日放送出版部・テレビ朝日カセット、1989年発売）

映像ソフト
- 放送20周年記念 徹子の部屋（VHS／東芝EMI・バンダイビジュアル、1996年発売）

### その他
番組関連グッズについては、テレビ朝日本社1階アトリウム、東京キャラクターストリート（東京駅一番街）、東京ソラマチ「Tree Village」などにあるオフィシャルグッズショップ「テレアサショップ」や、通信販売サイト「Ropp!ng」などにて販売されている。